# 南武線
南武線（なんぶせん）は、神奈川県川崎市川崎区の川崎駅と東京都立川市の立川駅を結ぶ、東日本旅客鉄道（JR東日本）の鉄道路線（幹線）である。そのほか以下の支線を持つ。
- 神奈川県川崎市幸区の尻手駅と同市川崎区の浜川崎駅を結ぶ支線（通称「浜川崎支線」「浜川崎線」「南武支線」など。旅客案内上は「南武線 浜川崎方面」）[注釈 1]。
- 尻手駅から新鶴見信号場を経由して神奈川県横浜市鶴見区の鶴見駅を結ぶ支線（通称「尻手短絡線」、旅客営業なし）。

## 概要
東京地区の電車特定区間の路線の一つであり、川崎市から稲城市や府中市および国立市を経由し、立川市に至る首都圏の郊外を結ぶ全長35.5 kmの路線で、川崎市をその細長い形に沿うように貫く動脈である。ラインカラーは黄色（■）であり、走行する車両の車体色の一部に用いられている。駅ナンバリングで使われる路線記号はJN。
川崎市内においては、川崎駅付近や臨海地区などの南部地域と多摩区などの北部地域を結ぶ唯一の交通機関である。東京都心や山手線各駅から郊外に延びる複数の放射状路線と交差する環状路線（フィーダー線）の一つとなっており、並行している横浜線や、京葉線・武蔵野線と連続する東京の外環状線「東京メガループ」の一部を構成している。また、川崎駅の隣の尻手駅からは、鶴見線・東海道貨物線の浜川崎駅へと伸びる支線（通称「浜川崎支線」）と、品鶴線の新鶴見信号場へと伸びる支線（通称「尻手短絡線」）が存在する。
多摩川とは距離は多少離れるが全線で並行し、右岸を走る南側では多摩丘陵東端に沿って多摩川の氾濫原を走る。多摩川を渡った北側では立川崖線を登り、武蔵野台地上を走る。堤防は稲城市内の高架線や登戸駅付近で見える。川崎市内では二ヶ領用水とも並行し、その本川および川崎堀とは中野島駅・宿河原駅・久地駅・武蔵小杉駅・平間駅の各駅付近で計5回交差する。
また、大半が地下を通る貨物線（通称「武蔵野貨物線」 鶴見駅 - 梶ヶ谷貨物ターミナル駅 - 府中本町駅間）が南武線の南側の多少離れた所を通っている。
本路線の線路は立川駅では中央本線や青梅線と接続しており、貨物列車や臨時列車の直通運転で頻繁に使われていたが、本数は激減している。川崎駅においても、京浜東北線北行の線路とつながっているが、あくまでも保守用車用で、信号が接続されておらず直通は不可能である。東海道本線や横須賀線へ車両を回送する際は尻手駅からの浜川崎支線、東海道本線貨物支線経由で鶴見駅や品川駅へ出る。また、府中本町駅では武蔵野線と旅客ホームを経由しない形態でつながっている。かつては向河原駅からも東海道本線貨物支線へ分岐線が延びていたが、1973年に廃止されている。
さらに、東急電鉄の東横線・目黒線と武蔵小杉駅で、田園都市線・大井町線の溝の口駅と武蔵溝ノ口駅で接続している。東横線や目黒線（東急新横浜線）と田園都市線の駅を結ぶ路線は横浜線など他にもあるが、2000年に目蒲線から改称された目黒線が武蔵小杉駅まで延伸され、9年後の2009年に大井町線が溝の口駅まで延伸されたことで、南武線は目黒線・大井町線とも接続するようになった。
2008年、JR東日本が発表した長期経営計画「グループ経営ビジョン2020 -挑む-」において、横浜線・武蔵野線・京葉線とともに「東京メガループ」を形成し、サービス向上に努めていくことが発表された。これに関連し、2011年4月9日より快速列車が32年半ぶりに復活した（詳細は後述）。
首都圏のJR路線のなかでも中央線などと同様に、ラッシュ時は屈指の混雑路線として知られ、最混雑区間（武蔵小杉駅 - 武蔵中原駅間）の混雑率は2019年度まで180%台であり、2016年には188%を記録するなどその混雑解消が急務となっている（2020年以降の混雑率は120%以下で推移。これでも他のJR路線より高い。「混雑率の推移」の節も参照）。

## 歴史

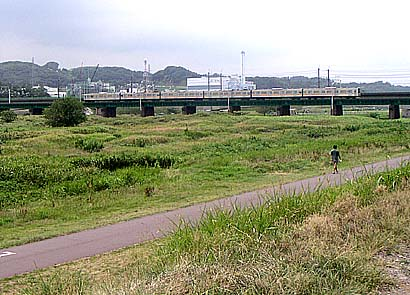
多摩川鉄橋（南多摩駅 - 府中本町駅間）

南武線は私鉄の南武鉄道により開業した路線である。
上平間で代々名主を務める家の生まれで16代目当主、村会議員の秋元喜四郎が発起人総代となり、1919年（大正8年）5月5日付けで、鉄道院に「多摩川砂利鉄道敷設免許申請書」を出願した。秋元喜四郎は1915年、平間界隈の多摩川の堤防建設を、500名の村人全員が編笠をかぶって県庁に直訴した「アミガサ事件」を先導した人物である。申請は川崎駅を起点に橘樹郡の各村を経て東京府南多摩郡稲城村へ達するという蒸気鉄道の運営であり、多摩川の川原で採取した砂利を運搬するのが目的であった。1920年1月29日に免許が交付された後、3月1日に会社を設立し、社名を「南武鉄道株式会社」に改称した。3月17日には終点を立川まで延長、府中町 - 国分寺町間の支線の敷設を追加で申請した。これらは単に砂利を運搬するだけでなく、多摩地域と川崎とを結ぶ交通路線となることも目指していた。主要事業の登戸、宿河原の砂利運搬のため、南武鉄道は川崎 - 登戸間を「第一期線」として、「川崎登戸間開通セバ殆ンド全通シタルト同様ノ収益アリ」と説明した。
会社設立の際、資金集めに難航し、地元の発起人は次々と脱退した。沿線地域の住民の利益よりも、企業目的の優先に重きが置かれたように感じられたため、実際に1919年5月に南部砂利鉄道株式会社の設定計画が立てられてから、工事許可申請が何度も延期された。当時は物流については稲田村菅から大師河原までの水上交通があり、旅客については一頭立ての四輪馬車などがあり、地元住民は鉄道に利用価値を感じていなかった。鉄道用地買収もコスト削減のために農地ばかりを買い進め、予定路線は大幅にずれて田んぼの真中を走ることとなり、着工時期はまったく見当がつかない状況であった。
そんな中、浅野セメント（日本セメントを経て、現在の太平洋セメント）の浅野総一郎と浅野財閥系列企業が名乗りを上げた。浅野総一郎は既に青梅鉄道（後の青梅電気鉄道、現在の青梅線）を傘下に収めており、セメントの原料の石灰石を青梅鉄道から中央本線・山手線・東海道本線経由で工場のある川崎まで運んでいた。川崎と立川を結ぶ南武鉄道を傘下にすればすべて自分の系列の路線で運搬することができ、輸送距離も大幅に短くなる。両者の利害が一致し、南武鉄道は浅野系列となった。浅野総一郎の息子、浅野泰治郎が1923年9月30日に南武鉄道の株5000株を入手し、筆頭株主となった。
1927年3月9日に川崎駅 - 登戸駅間と貨物線の矢向駅 - 川崎河岸駅間が開業した。貨物線を除き当初から全線電化である。当初、南武鉄道は電車6両、蒸気機関車2両、貨車44両を保有していた。目黒競馬場の移転先を沿線の府中に誘致し（東京競馬場）、稲田堤の桜や久地の梅園などへの花見客を誘致するなど、利用者増加のための努力が行われ、特に競馬開催時に電気機関車牽引の客車列車を運転するほどの利用客があった。1927年11月1日に登戸 - 大丸（現・南多摩）間、1928年12月11日に大丸 - 屋敷分（現・分倍河原）間を延伸、1929年12月11日に分倍河原 - 立川間を開業、全線が開通した。全通当時は川崎 - 立川間35.5kmを1時間10分で結んでいた。1930年3月25日に支線の尻手 - 浜川崎間も開業した。
1930年代以降、沿線には日本電気、富士通信機製造（現在の富士通）などの工場が進出し、沿線の人口が急増、南武鉄道はその通勤客を運ぶことになった。1937年上期（4月 - 10月）の乗降客は200万人に達し、日中戦争下の1938年下期には「通勤職工の増加、連日急増を呈し、定期旅客は人員において、十一割三分の未曾有の激増」と総括している。このような事情のもと、1939年までには川崎 - 武蔵溝ノ口間が複線化されていた。川崎市の人口増に住宅を供給するため、日本光学、東京電気、南武鉄道の三者により川崎住宅株式会社を設立し、経営にも参画した。1941年12月にはじまった大東亜戦争の対米英戦（太平洋戦争）下で、民間企業で初めての徴用令適用事業所となった日本光学をはじめとした軍需産業が川崎に集中し、1943年1月には、全国から約1万人の農村の女性が勤労報国隊員として川崎の軍需工場に動員された。帝都防衛のための軍事施設も沿線に多く造られ、そのための軍事輸送も南武鉄道が担うこととなった。
また、石灰石輸送などにおける浅野財閥の奥多摩電気鉄道、青梅電気鉄道、南武鉄道、鶴見臨港鉄道の連携が重要視され、4社の合併への協議がなされた。合併交渉途上に鶴見臨港鉄道が国有化されたが、1943年9月には残る3社の合併が決定し、1944年2月に関東電鉄（関東鉄道との記述もあり。茨城県の関東鉄道とは別）が発足することとなっていた。しかし、東海道線や工業地帯と中央線を結ぶ重要路線であること、重要物資の石灰石を輸送していること、軍事施設や重要工場が沿線に存在することなど軍事上重要な路線だという理由で、1944年4月1日に戦時買収私鉄指定で国有化され国有鉄道の南武線となった。この頃に一部の駅が廃止されている。なお、戦後の1946年から1949年頃に4社で払い下げ運動がなされた際も、払い下げ後はただちに4社が合併して関東電鉄となる予定であった。
南武線の国有化時に南武鉄道は会社を解散せず、バス事業を立川バスに継承し、鉄道路線以外で保有していたわずかな土地を管理する会社となった。その後「アサノ不動産」、「太平洋不動産」（現在の本社は東京都。神奈川県に本社を置く同名の会社とは別）と社名を変更し、太平洋セメントの傍系会社として現在も存続している（「立川バス#沿革」も参照）。
軍需工業地帯を走っていた南武線は、1945年に入ると連合国軍機による空襲の被害も受け、終戦直後の1945年11月には所属41両のうち19両しか稼働できないという状況であった。ただ、一部で複線の幅が狭く、車両限界の大きな国鉄の他線からの車両転属を阻まれたため、1947年には東京急行電鉄から幅の狭い車両（元・小田急所属の1600形など）を借りるという、前代未聞の手段にも出ていた。このように、輸送改善が進まない現実を前にして、南武線など戦時買収された路線の払い下げ運動が起きるが、実現することはなかった（詳細は「鶴見臨港鉄道#被買収私鉄払い下げ運動」を参照）。
1950年代に入り高度経済成長により東京都区部の人口が増加すると、南武線沿線も私鉄との乗り換え駅を皮切りに都市化が進み、利用客が急増した。国鉄は車両の増結と複線化工事の実施などで輸送力増強を進め、1960年代後半には6両化と全線の複線化（1966年9月30日）を完成させた。また、軌道構造も通勤需要だけではなく、800トン級の貨物列車を通す目的もあって強化された。その後も車両の大型化や新型化、一部区間の高架化などの事業を進めている。車両面の変遷を見ると、1963年から20m級の車両配置が行われたが、当初はホーム有効長の点から必ず17m車3両＋20m車1両の編成として編成全長を71m以内に抑える措置が採られていた。1972年には101系が配属され、1978年には101系で旧型車を一掃した。その101系も1991年には103系と205系で淘汰され、さらにはJR化後の1993年に209系が配属されるなど、変遷を重ねている。高架化は1990年12月20日に武蔵小杉 - 武蔵溝ノ口間、2005年10月9日に稲田堤 - 稲城長沼間が竣工した。矢向 - 川崎河岸間の貨物線は1972年5月25日に廃止された。
1980年代には、中野島にあったキトーや武蔵溝ノ口にあった東芝、鹿島田の日立製作所など一部の工場が郊外に移転した敷地にパークシティなどの高層マンションが建つようになり、沿線人口はさらに増加したが、1990年代以降の乗客の増加率は横這い状態にある。なお、武蔵溝ノ口の池貝鉄工跡にはかながわサイエンスパーク (KSP) が建てられた。
2010年3月13日のダイヤ改正に合わせ、横須賀線にも武蔵小杉駅が開業し、武蔵小杉などの沿線では再開発によるマンションの建設が盛んで、再び混雑が進んでいる。
2014年10月4日からはE233系電車が営業運転を開始し、205系、209系を置き換えていった。本線（川崎駅 - 立川駅間）用の205系のうち、先頭車が0番台の編成は2015年12月6日 をもって、先頭車が1200番台の編成は2015年12月24日をもって 、それぞれ定期営業運転を終了した。なお、1200番台の編成については2016年1月9日の臨時列車が最後の運用を行った。南武線用の205系のうち一部はインドネシアのKRLジャボタベックへ譲渡された。

### 年表
特に戦前において許認可と実態に差異のある場合がある。

#### 南武鉄道
- 1920年（大正9年）1月29日：多摩川砂利鉄道として川崎町 - 稲城間の鉄道敷設免許を取得[26]。
- 1921年（大正10年）3月29日：南武鉄道設立[27]。
- 1924年（大正13年）2月8日：鉄道免許状下付（南多摩郡稲城村-北多摩郡立川村間、北多摩郡府中町-同郡国分寺村間）[28]
- 1927年（昭和2年）
  - 3月9日：川崎駅 - 登戸駅間（10.7M≒17.22km）、貨物支線 矢向駅 - 川崎河岸駅間（1.0M≒1.61km）が開業[29]。
    - 尻手停留場・矢向駅・鹿島田停留場・平間停留場・向河原駅・武蔵中原駅・武蔵新城停留場・武蔵溝ノ口駅・宿河原駅・登戸駅および、貨物駅として川崎河岸駅が開業[30]。

  - 3月22日：向河原駅 - 武蔵中原駅間に丸子競馬場仮乗降場が開業。
  - 3月25日：丸子競馬場仮乗降場が廃止。
  - 5月7日：鉄道免許状下付（橘樹郡鶴見町-同郡田島町間）[31]
  - 8月11日：武蔵中丸子停留場・久地梅林停留場（現在の久地駅）が開業[30]。
  - 11月1日：登戸駅 - 大丸駅間（5.0M≒8.05km）が延伸開業[30]。
    - 既存区間にグラウンド前停留場（現在の武蔵小杉駅）・武蔵小杉停留場（現在の武蔵小杉駅とは別）、新規開業区間に中野島停留場・稲田堤停留場・矢野口停留場・稲城長沼駅・大丸停留場（現在の南多摩駅）が開業。
- 1928年（昭和3年）
  - 2月8日：尻手停留場・鹿島田停留場が仮停車場に変更。
  - 6月13日：尻手仮停車場・鹿島田仮停車場が停留場に変更。
  - 8月7日：稲田堤停留場の駅への変更が認可。
  - 9月29日：矢向駅 - 向河原駅間が複線化[30]。
  - 12月11日：大丸駅 - 屋敷分駅（現在の分倍河原駅）間（2.2M≒3.54km）が延伸開業。是政多摩川停留場（のちの南武是政駅）・府中本町駅・屋敷分駅が開業[32]。
- 1929年（昭和4年）
  - 月日不明：尻手停留所が駅に変更。
  - 3月20日：川崎駅 - 矢向駅間が複線化。
  - 8月1日：中野島停留場の駅への変更が認可。
  - 9月7日：是政多摩川停留場の駅への変更が認可。
  - 9月10日：貨物支線 向河原駅 - 市ノ坪駅間（0.4M≒0.64km）が開業。貨物駅として市ノ坪駅（新鶴見操車場隣接）が開業[33]。
  - 12月11日：分倍河原駅 - 立川駅間（4.2M≒6.76km）が延伸開業。屋敷分駅が分倍河原駅に改称。西府停留場（現在の西府駅とは別の位置）・谷保駅・西国立駅・東立川停留場が開業[34]。
- 1930年（昭和5年）
  - 3月25日： 貨物支線 尻手駅 - 浜川崎駅間 (4.0km) が開業。八丁畷停留場・川崎新町駅・新浜川崎駅が開業[35]。
  - 4月1日：尻手駅 - 浜川崎駅間を除く路線で、マイル表示からメートル表示に変更（川崎駅 - 立川駅間 22.1M→35.5km、尻手駅 - 川崎河岸駅間 1.0M→1.7km、向河原駅 - 市ノ坪駅間 0.4M→0.7km）。
  - 4月10日：支線 尻手駅 - 新浜川崎駅間で旅客営業を開始[35]。
  - 8月9日：是政多摩川駅 - 府中本町駅間に貨物駅として南多摩川仮停車場が開業[30]。
- 1931年（昭和6年）
  - 月日不明：大丸停留場を多摩聖蹟口停留場に改称。
  - 1月30日：グラウンド前停留場の仮停車場への変更が認可。
  - 9月16日：グラウンド前仮停車場が駅に変更。
  - 11月5日：本宿停留場が開業。
  - 11月15日：新丸子駅 - グラウンド前駅間（営業キロ設定なし）・貨物支線 立川駅 - 西立川駅間 (2.1km) が開業[36]（立川駅 - 武蔵上ノ原駅間は五日市鉄道との二重線籍）。
- 1932年（昭和7年）
  - 5月20日：矢川停留場が開業[30]。
  - 6月17日：是政多摩川駅の南武是政駅への改称が届け出される[37]。
  - 7月1日：鉄道免許失効（1924年2月8日免許 西府-国分寺間）[38]
  - 8月2日：南多摩川仮停車場が廃止。
- 1933年（昭和8年）6月16日：南武是政駅の停留場への変更が認可。
- 1934年（昭和9年）
  - 4月1日：宿河原不動停留場が開業。
  - 10月21日：貨物駅として南多摩川駅（現在の南多摩駅）が開業[30]。
- 1935年（昭和10年）2月25日：瓦斯倫動力併用認可（西国立-西立川間）[27]
- 1936年（昭和11年）
  - 1月：登戸連絡線の仮設物認可。
  - 2月3日：西府停留場の駅への変更が認可。
  - 3月19日：武蔵溝ノ口駅 - 久地梅林駅間に久地信号所の開設が認可。
  - 9月11日：南武鉄道所属車両の小田急線乗り入れおよび小田急所属貨車128両の南武線乗り入れ認可[30]。
- 1937年（昭和12年）10月30日：向河原駅 - 武蔵中原駅間が複線化。
- 1939年（昭和14年）
  - 4月5日：武蔵中原駅 - 武蔵溝ノ口駅間が複線化。
  - 9月14日：南多摩川駅と多摩聖蹟口停留場が併合・移転し、南多摩駅に改称して旅客営業開始[30]。
- 1940年（昭和15年）
  - 8月5日：向河原駅が日本電気前駅に改称[39]。
  - 8月17日：貨物支線 立川駅 - 西立川駅間 (2.1km) が休止[39]。
  - 9月1日：休止中の貨物支線（立川駅 - 西立川駅間）の起点が武蔵上ノ原駅に変更 (-0.9km)。
  - 10月3日：南武鉄道が五日市鉄道を合併[39]。
  - 11月28日：西府駅の停留場への変更が認可。
- 1941年（昭和16年）
  - 2月5日：日本ヒューム管前停留場（現在の津田山駅）が開業[39]。
  - 月日不明：日本ヒューム管前停留場 - 久地梅林駅間が複線化。
- 1942年（昭和17年）4月16日：久地梅林停留場の駅への変更および久地信号所の併合が認可。
- 1943年（昭和18年）
  - 4月9日：日本ヒューム管前停留場の駅への変更が認可。
  - 9月8日：南武鉄道・青梅電気鉄道・奥多摩電気鉄道の合併が仮調印。
  - 12月20日：宿河原駅 - 登戸駅間が複線化[39]。
- 1944年（昭和19年）
  - 2月1日：関東電鉄発足予定（実現せず）。

#### 国有化
- 1944年（昭和19年）
  - 4月1日：買収・国有化され、南武線となる[40]。
    - 武蔵小杉停留場・宿河原不動停留場・南武是政停留場・本宿停留場・西府停留場・東立川停留場が廃止。各停留場が駅に変更。新浜川崎駅が浜川崎駅に、市ノ坪駅が新鶴見操車場に統合。日本電気前駅が向河原駅に、グラウンド前駅が武蔵小杉駅に、日本ヒューム管前駅が津田山駅に、久地梅林駅が久地駅に改称。
    - 川崎駅 - 尻手駅間の貨物営業廃止。川崎新町駅 - 浜川崎駅間改キロ (+0.1km)。貨物支線 向河原駅 - 市ノ坪駅間が鶴見駅まで延長 (+4.0km)。向河原駅 - 新鶴見操車場 - 品川駅間に営業キロ設定 (14.7km)。
    - 休止中の貨物支線 武蔵上ノ原駅 - 西立川駅間 (1.2km) が青梅線に編入。10月11日に青梅線として営業廃止され、五日市線の立川駅 - 武蔵上ノ原駅間とともに青梅線の一部（青梅短絡線）となっている。
- 1945年（昭和20年）
  - 4月15日：空襲により川崎駅 - 向河原間駅が不通になる[39]。17日に浜川崎駅まで、19日に向河原駅まで運転再開、平間駅と武蔵中丸子駅は休止。
  - 5月：西国立駅隣接地に立川機関区が開設[39]。西国立駅・立川機関区 - 立川駅間が単線並列2線化（のちに複線に移行。時期不明）[39]。
  - 6月10日：武蔵中丸子駅が廃止。
- 1946年（昭和21年）5月1日：平間駅営業が再開。
- 1949年（昭和24年）6月1日：日本国有鉄道が発足し、承継。
- 1951年（昭和26年）5月1日：尻手駅 - 新鶴見操車場間に路線敷設（営業キロ設定なし）[39]。
- 1954年（昭和29年）3月21日：尻手駅付近が高架化[39]。
- 1960年（昭和35年）
  - 3月20日：久地駅 - 宿河原駅間が複線化。
  - 3月27日：武蔵溝ノ口駅 - 津田山駅間が複線化。
- 1962年（昭和37年）8月7日：久地駅 - 津田山駅間の踏切で電車が小型トラックと衝突して脱線、続いて対向電車と衝突する二重衝突事故となった。乗客ら3人死亡、154人重軽傷[39][41]。
- 1963年（昭和38年）
  - 11月7日：登戸駅 - 稲田堤駅間が複線化。
  - 11月12日：稲田堤駅 - 稲城長沼駅間が複線化。
- 1966年（昭和41年）
  - 3月25日：谷保駅 - 西国立駅間が複線化。
  - 9月30日：稲城長沼駅 - 谷保駅間が複線化[39]。立川駅構内を除き全線の複線化が完成[39]。
- 1969年（昭和44年）12月15日：武蔵小金井区から101系を借り入れ。日中に60分間隔で快速の運転開始[39]。
- 1971年（昭和46年）10月9日：矢野口第三踏切で何者かにより仕掛けられた発火装置により渡し板が炎上。通過中のアメリカ軍用ジェット燃料輸送列車（貨物列車の項参照）が標的とするテロ行為[42]。
- 1972年（昭和47年）
  - 5月25日：貨物支線 矢向駅 - 川崎河岸駅間 (1.7km) が廃止[39]。貨物駅の川崎河岸駅が廃止。
  - 9月12日：千葉地区から捻出された101系が中原電車区に転入[39]。
- 1973年（昭和48年）10月1日：貨物支線 向河原駅 - 新鶴見操車場 - 鶴見駅間 (4.7km) が廃止。向河原駅 - 新鶴見操車場 - 品川駅間 (14.7km) の営業キロ廃止。貨物支線 尻手駅 - 新鶴見操車場 - 鶴見駅間 (5.4km) が開業。尻手駅 - 品川駅間に営業キロ設定 (+15.4km)。川崎駅 - 尻手駅間の貨物営業再開。
- 1976年（昭和51年）
  - 3月1日：東海道貨物線浜川崎駅 - 鶴見駅間開業に伴い、物理的に共用する川崎新町駅 - 浜川崎駅間は複線となる。
  - 3月8日：京浜東北線から101系が転入し、南武線の半数が101系となる[39]。本線全線で6両運転開始（1978年に101系へ統一、完全6両編成化[39]）。
- 1978年（昭和53年）
  - 7月31日：この日をもって旧形国電の運転を終了。
  - 10月2日：快速の運転終了[39]。
- 1982年（昭和57年）7月23日：103系投入[43]。

#### 民営化以降
- 1987年（昭和62年）4月1日：国鉄分割民営化により東日本旅客鉄道が承継[39]。尻手駅 - 新鶴見信号場 - 品川駅間の営業キロ設定 (15.4km) が廃止。日本貨物鉄道が尻手駅 - 立川駅間、尻手駅 - 浜川崎駅間、尻手駅 - 新鶴見信号場間の第二種鉄道事業者となる[39]。東海道貨物線の浜川崎駅 - 鶴見駅間が鶴見駅 - 八丁畷駅間に変更されたため、八丁畷駅 - 浜川崎駅間は南武線単独となり、実態は変わらないが八丁畷駅 - 川崎新町駅間は3線となる。
- 1988年（昭和63年）
  - 3月13日：尻手駅 - 浜川崎駅間でワンマン運転開始[44]。
  - 11月27日：武蔵小杉駅 - 武蔵溝ノ口駅間の下り線が高架化[45]。
- 1989年（平成元年）3月11日：205系が営業運転開始[46]。
- 1990年（平成2年）12月20日：川崎市中原区内の高架化が完成[39]。
- 1993年（平成5年）4月1日：209系が運用開始[47]。
- 1994年（平成6年）3月27日：川崎駅 - 尻手駅間でATS-Pを導入[48]。
- 1999年（平成11年）10月24日：立川駅8番線ホーム[注釈 5]設置により、立川駅構内のボトルネックが解消され、南武線の完全複線化が完成。
- 2004年（平成16年）12月：本線用の103系が定期運用を終了した。
- 2005年（平成17年）10月9日：矢野口駅付近の高架化が完成[49]。
- 2006年（平成18年）3月26日：川崎駅 - 立川駅間で東京圏輸送管理システム (ATOS) 使用開始。
- 2007年（平成19年）3月18日：ダイヤ改正により、平日日中の運転本数が毎時5本（12分間隔）から毎時6本（10分間隔）になる[報道 2]。
- 2009年（平成21年）
  - 3月14日：西府駅が開業[報道 3]。
  - 5月16日：南武線初の特急として「リゾート踊り子」が立川駅 - 伊豆急下田駅間で運転[報道 4]。
- 2011年（平成23年）
  - 3月11日：東北地方太平洋沖地震（東日本大震災）が発生し終日運休。
  - 3月14日：東京電力が輪番停電（計画停電）を実施し、その影響で終日運休。
  - 4月9日：当初3月12日開始予定であったが東日本大震災により延期していた快速運転を開始[50]。
  - 6月24日：平日の快速運転を休止[報道 5]。
  - 9月12日：平日の快速運転再開。
  - 12月24日：矢野口駅 - 府中本町駅間の下り線が高架化[51]。
- 2013年（平成25年）12月23日：矢野口駅 - 府中本町駅間の上り線が高架化[52]。
- 2014年（平成26年）
  - 3月15日：ダイヤ改正により、快速運転区間とそれまで登戸駅までの運行だった日中の毎時2本の各駅停車が稲城長沼駅まで延長[報道 6]。
  - 10月4日：E233系8000番台が営業運転開始[23][53]。
- 2015年（平成27年）
  - 3月1日：稲城長沼駅上りホーム1番線供用開始[報道 7]。
  - 3月14日：ダイヤ改正により、快速運転区間が川崎駅 - 立川駅間の全区間となる。同時にそれまで稲城長沼駅までの運行だった日中の毎時2本の各駅停車も立川駅までの全区間運転となる。また、土休日は日中1時間あたり快速が2本から3本に増加し、各駅停車が7本から6本に減少。
  - 12月24日：本線用の205系が定期運用を終了[25]。
- 2016年（平成28年）
  - 1月9日：本線用の205系が臨時列車として最後の運用[25]。
  - 3月26日：小田栄駅開業[報道 8]。
- 2017年（平成29年）
  - 2月：本線用の209系2200番台が定期運用を終了[54]。
  - 3月15日：本線での運用車種がE233系に統一[55]。
- 2019年（平成31年）3月16日：ダイヤ改正により、平日の夕通勤時間帯の快速運転開始。
- 2020年（令和2年）3月14日：小田栄駅を本設駅化[56]。当駅における運賃計算の特例を廃止[56]。
- 2025年（令和7年）3月15日：川崎駅 - 立川駅間でワンマン運転を開始[57]。
- 2026年（令和8年）7月1日（予定）：支社制から事業本部制への再編に伴い、横浜支社管轄区間を川崎事業本部、八王子支社管内のうち矢野口駅 - 西府駅間を武蔵野事業本部、谷保駅 - 立川駅間を立川事業本部の管轄とする[報道 9]。

## 運行形態

停車駅

2020年3月14日現在、各駅停車と、日中および平日夕方に快速が運転されている。
本線・支線ともに定期運転の旅客列車において他路線との直通運転は行っていない。列車番号の末尾につく英字は本線が"F"で、支線が"H"である。
南武線の輸送量は、立川駅寄りより川崎駅寄りで多い傾向があり、川崎駅 - 立川駅間の全線通しの列車のほか、朝・夕方・夜の時間帯では川崎駅 - 武蔵溝ノ口駅・登戸駅・稲城長沼駅間の区間運転列車が多数設定されている。2015年3月13日以前は日中にも区間運転列車が設定されていた。武蔵中原駅構内には南武線の車両基地である鎌倉車両センター中原支所があり、この基地への出入りを兼ねて、川崎駅 - 武蔵中原駅間の系統が朝晩に設定されているほか、武蔵中原発の登戸行き・稲城長沼行き・立川行きと登戸発立川行きが朝に、立川発武蔵中原行きの列車が夜にそれぞれ設定されている。矢向駅には留置線があり、朝の時間帯に矢向発川崎行きの列車が存在する（矢向行きの営業列車はない。川崎駅から回送）。宿河原駅にも留置線があるが、こちらは登戸駅および武蔵溝ノ口駅発着の列車が使用しているのみであり、宿河原駅発着の設定はない。立川駅にも留置線があり、夜間に川崎発稲城長沼行きからの回送が入庫し、翌朝西国立発川崎行きで出庫している。
平日は朝夕ラッシュ時が約2 - 4分間隔、日中が1時間に8本（各駅停車6本、快速2本）、土曜・休日は朝夕が約5 - 7分間隔、日中が1時間に9本（各駅停車6本、快速3本）で運行されている。
浜川崎支線では、終日にわたりワンマン運転を行う2両編成の電車が尻手駅 - 浜川崎駅間で折り返し運転を行っているほか、早朝に小田栄始発の尻手行きが2本設定されている。川崎区内は路線バスの本数が多いこともあり、こちらは昼間は40分間隔のダイヤであるが、朝夕には多い時間帯で10 - 20分間隔で運行されている。

### 快速

#### 国鉄時代の快速
かつて南武線には、旧国鉄時代の1969年（昭和44年）12月15日から川崎駅 - 登戸駅間において快速が運行されていた。車両は中央線用の101系を使用し、10時台から15時台まで1時間あたり1本の1日6往復の運行であった。途中停車駅は他線との乗り換え駅である武蔵小杉駅と武蔵溝ノ口駅の2駅のみであり、快速運転区間の所要時間は各駅停車が31分に対して快速は21分で運行した。川崎駅行の快速は始発駅である登戸駅において中野島駅方面からきた各駅停車と接続をしてから発車していたが、快速運転区間において途中駅での追い抜きが行われていなかったため快速と各駅停車との列車間隔が開いていた。一方、登戸駅行は武蔵中原駅での追い抜きが行われていたが、一部の快速は武蔵溝ノ口駅で立川方面行の各駅停車と接続していた。この快速運転は前述した通り、快速と各駅停車との間隔が開くなどしたため、旧社会党が運転中止を求めるなどし、1978年（昭和53年）10月2日ダイヤ改正で廃止された。旧国鉄によると、旧型車から101系への車両置き換えが完了して各駅停車の速度が向上したことが理由とされた。
神奈川県知事などから成る「神奈川県鉄道輸送力増強促進会議」はJR東日本に対して快速運転の要望を継続的に行っていたが、2007年度要望に対してJR東日本は回答を行っていなかった。

#### JR発足後の快速
2010年9月、JR東日本から2011年3月12日のダイヤ改正より日中に1時間あたり2本の快速を運転することが発表された。定期列車としては32年半ぶりの復活となった。運転開始時の停車駅は、川崎駅・鹿島田駅・武蔵小杉駅・武蔵中原駅・武蔵新城駅・武蔵溝ノ口駅と登戸駅 - 立川駅間の各駅で、所要時間は川崎駅 - 登戸駅間で各駅停車より5分短縮された。2014年3月15日ダイヤ改正では、快速運転区間が稲城長沼駅まで拡大され、中野島駅と矢野口駅が通過駅になった。
快速運転区間内では下りは武蔵溝ノ口駅、上りは武蔵中原駅で先行の各駅停車に連絡し、川崎駅 - 稲城長沼駅間の各駅停車と稲城長沼駅（快速運転区間の終端）で接続を行うダイヤになり、快速通過駅でも2011年3月11日以前と同水準の運行本数が確保されている。
2014年3月14日までは快速と接続する川崎駅 - 登戸駅間の各駅停車が登戸駅の上りホームである2番線に発着することから、下りの登戸止まりの各駅停車から後続の下り快速に乗り継ぐ旅客は、跨線橋を渡っての乗り換えが必要であった。2014年3月15日のダイヤ改正で日中の登戸行き各駅停車が稲城長沼行きに延長され、稲城長沼駅で下りホームの3番線に発着することで対面乗り換えが可能になった。一方で、上り快速列車から次の矢野口駅に向かう際は、上りホームから階段を利用しての乗り換えが必要になった。また、下りは武蔵溝ノ口駅、上りは武蔵中原駅で緩急接続を行うようになった。いずれのダイヤでも、下り列車については各駅に停車する区間では駅・車両の行先案内ともに「快速」の表示は消え、各駅停車と案内されていた。上り列車については全区間で「快速」として案内されていた。
2015年3月14日のダイヤ改正では、川崎駅 - 立川駅間の全区間で快速運転が開始された。快速運転区間が立川駅まで拡大され、南多摩駅・西府駅・谷保駅・矢川駅・西国立駅が新たに通過駅になった。土曜・休日には、日中1時間あたり快速が2本から3本になり、各駅停車が7本から6本になった。各駅停車の運転区間も快速と同様に全区間となった。また、上りの緩急接続駅が武蔵中原駅から稲城長沼駅に変更された。
2017年3月4日のダイヤ改正では、下りの緩急接続駅が武蔵溝ノ口駅から平日は稲城長沼駅、土休日は武蔵中原駅と稲城長沼駅に、上りの緩急接続駅が平日・土曜・休日共に稲城長沼駅から登戸駅に変更された。
2019年3月16日のダイヤ改正では、平日の夕通勤時間帯にも快速を運転するようになった。内訳は17時 - 19時台に川崎発稲城長沼行きが4本、18時 - 19時台に登戸発川崎行きが4本である。緩急接続駅は下りが武蔵溝ノ口駅と稲城長沼駅、上りが登戸駅と武蔵中原駅になる。定期快速列車では40年半ぶりに途中駅始発・終着の列車が設定されるようになった。
2024年3月16日のダイヤ改正では、平日の日中時間帯における快速の下り川崎駅発車時刻が00分・30分、上り立川駅発車時刻が15分・45分に変更された。またそれに伴い、各駅停車の時刻も変更された。
前述の通り2011年3月12日に快速運転開始によるダイヤ改正を実施する予定だったが、前日の3月11日に発生した東日本大震災の影響で中止となり、3月14日からは東京電力が各発電所停止に伴う計画停電を実施したため、再度延期された。4月5日、JR東日本横浜支社は電力状況の改善を理由に4月9日から快速運転開始を含むダイヤ改正を実施すると発表し、運転が開始された。ただし、6月24日から9月9日にかけて節電ダイヤが実施されたため、平日の快速運転は休止され、日中は毎時5 - 6本の各駅停車のみの運転となった。
| 南武線快速停車駅の変遷 |        |        |        |          |        |          |            |            |            |              |          |        |          |        |          |          |          |            |          |            |            |        |        |        |          |        |
| |        |        |        |          |        |          |            |            |            |              |          |        |          |        |          |          |          |            |          |            |            |        |        |        |          |        |
| ●：停車、―：通過 |        |        |        |          |        |          |            |            |            |              |          |        |          |        |          |          |          |            |          |            |            |        |        |        |          |        |
| \| \| 川崎駅 \| 尻手駅 \| 矢向駅 \| 鹿島田駅 \| 平間駅 \| 向河原駅 \| 武蔵小杉駅 \| 武蔵中原駅 \| 武蔵新城駅 \| 武蔵溝ノ口駅 \| 津田山駅 \| 久地駅 \| 宿河原駅 \| 登戸駅 \| 中野島駅 \| 稲田堤駅 \| 矢野口駅 \| 稲城長沼駅 \| 南多摩駅 \| 府中本町駅 \| 分倍河原駅 \| 西府駅 \| 谷保駅 \| 矢川駅 \| 西国立駅 \| 立川駅 \| \| 1969年12月15日 - 1978年10月1日 \| ● \| ― \| ― \| ― \| ― \| ― \| ● \| ― \| ― \| ● \| ― \| ― \| ― \| ● \| \| \| \| \| \| \| \| \| \| \| \| \| \| 2011年3月12日 - 2014年3月14日 \| ● \| ― \| ― \| ● \| ― \| ― \| ● \| ● \| ● \| ● \| ― \| ― \| ― \| ● \| ● \| ● \| ● \| ● \| ● \| ● \| ● \| ● \| ● \| ● \| ● \| ● \| \| 2014年3月15日 - 2015年3月13日 \| ● \| ― \| ― \| ● \| ― \| ― \| ● \| ● \| ● \| ● \| ― \| ― \| ― \| ● \| ― \| ● \| ― \| ● \| ● \| ● \| ● \| ● \| ● \| ● \| ● \| ● \| \| 2015年3月14日 - \| ● \| ― \| ― \| ● \| ― \| ― \| ● \| ● \| ● \| ● \| ― \| ― \| ― \| ● \| ― \| ● \| ― \| ● \| ― \| ● \| ● \| ― \| ― \| ― \| ― \| ● \| |        |        |        |          |        |          |            |            |            |              |          |        |          |        |          |          |          |            |          |            |            |        |        |        |          |        |
| | 川崎駅 | 尻手駅 | 矢向駅 | 鹿島田駅 | 平間駅 | 向河原駅 | 武蔵小杉駅 | 武蔵中原駅 | 武蔵新城駅 | 武蔵溝ノ口駅 | 津田山駅 | 久地駅 | 宿河原駅 | 登戸駅 | 中野島駅 | 稲田堤駅 | 矢野口駅 | 稲城長沼駅 | 南多摩駅 | 府中本町駅 | 分倍河原駅 | 西府駅 | 谷保駅 | 矢川駅 | 西国立駅 | 立川駅 |
| 1969年12月15日 - 1978年10月1日 | ●      | ―      | ―      | ―        | ―      | ―        | ●          | ―          | ―          | ●            | ―        | ―      | ―        | ●      |          |          |          |            |          |            |            |        |        |        |          |        |
| 2011年3月12日 - 2014年3月14日 | ●      | ―      | ―      | ●        | ―      | ―        | ●          | ●          | ●          | ●            | ―        | ―      | ―        | ●      | ●        | ●        | ●        | ●          | ●        | ●          | ●          | ●      | ●      | ●      | ●        | ●      |
| 2014年3月15日 - 2015年3月13日 | ●      | ―      | ―      | ●        | ―      | ―        | ●          | ●          | ●          | ●            | ―        | ―      | ―        | ●      | ―        | ●        | ―        | ●          | ●        | ●          | ●          | ●      | ●      | ●      | ●        | ●      |
| 2015年3月14日 - | ●      | ―      | ―      | ●        | ―      | ―        | ●          | ●          | ●          | ●            | ―        | ―      | ―        | ●      | ―        | ●        | ―        | ●          | ―        | ●          | ●          | ―      | ―      | ―      | ―        | ●      |

|                                | 上り（川崎方面）                   | 下り（立川方面）                                     |
| ------------------------------ | ---------------------------------- | ---------------------------------------------------- |
| 1969年12月15日 - 1978年10月1日 | 登戸駅                             | 武蔵中原駅（通過追越）または武蔵溝ノ口駅             |
| 2011年3月12日 - 2014年3月14日  | 登戸駅                             | 登戸駅                                               |
| 2014年3月15日 - 2015年3月13日  | 武蔵中原駅・稲城長沼駅             | 武蔵溝ノ口駅・稲城長沼駅                             |
| 2015年3月14日 - 2017年3月3日   | 稲城長沼駅                         | 武蔵溝ノ口駅                                         |
| 2017年3月4日 - 2019年3月15日   | 登戸駅                             | 武蔵中原駅（土休日のみ）・稲城長沼駅                 |
| 2019年3月16日 -                | 武蔵中原駅（平日夕方のみ）・登戸駅 | 武蔵溝ノ口駅（平日夕方および土休日のみ）・稲城長沼駅 |

#### 臨時快速
臨時列車では国鉄時代に青梅線直通の快速「南武奥多摩号」が設定されていたほか、2000年から2006年にかけ、快速「川崎-奥多摩ハイキング号」が毎年のレジャーシーズン限定で運行されていた。南武線内の停車駅は川崎駅・武蔵小杉駅・武蔵溝ノ口駅・登戸駅・立川駅である。武蔵中原駅・武蔵新城駅・府中本町駅に停車したこともあったが、後に中止された。下りは武蔵溝ノ口駅で、上りは武蔵中原駅で各駅停車を追い越す。2003年からは201系「四季彩」（4両編成）が使用された。なお、2009年以降は、夏の臨時列車「お座敷みたけ清流号」が同じ川崎駅 - 奥多摩駅間で運行されている。使用車両は485系「華」で、停車駅は南武線内は武蔵小杉・武蔵溝ノ口・登戸・稲田堤・府中本町・分倍河原・立川（川崎行のみ）である。「お座敷みたけ清流号」は2018年から「お座敷青梅奥多摩号」に列車名が変更されている。また、2022年2月に武蔵小杉駅にホームドアが設置された（同年3月13日使用開始）関係で、同年春の運転より武蔵小杉は停車駅から外されることとなった。
また、2008年および2009年7月には、快速「お座敷もも狩りエクスプレス号」が南武線経由で川崎駅 - 甲府駅間に運転され、南武線内は武蔵小杉駅・武蔵溝ノ口駅・登戸駅・府中本町駅に停車した。
1987年から1988年頃、南武線103系電車を使用して、川崎駅 - 登戸駅間のノンストップ電車「アゼリア号」が運行された。合計4回運行され、運行時期によって異なるヘッドマークを掲出していた。2015年から2016年に、E233系電車でヘッドマークのみ復活した。

### 優等列車
開業以来、特急・急行の運行がなかった南武線であるが、2009年5月16日・17日に立川駅 - 伊豆急下田駅間で、臨時特急「リゾート踊り子」が運転された。運行経路は、以下の通り。なお、同年7月11日・12日と9月26日・27日・11月14日・15日にも運転され、2010年も1月9日 - 11日・5月15日・16日に運転された。また2011年2月18日・25日にも運転がされるがこの両日は、伊豆急下田方面への片道運転である。南武線内は、府中本町駅・登戸駅・武蔵溝ノ口駅・武蔵小杉駅に停車する。
「リゾート踊り子」の運行経路
立川駅 - （南武線）- 尻手駅 - （浜川崎支線） - 浜川崎駅 - （東海道貨物線） - 鶴見駅 - （東海道本線） - 熱海駅 - （伊東線） - 伊東駅 - （伊豆急行線） - 伊豆急下田駅

### 貨物列車
貨物列車は本線の川崎駅 - 尻手駅間を除く全線で運行される。ただし、尻手駅 - 立川駅間を通して運行される列車は少なく、1日1本の南松本駅から川崎貨物駅への石油輸送列車の返空の専用貨物列車のみとなっている（往路は府中本町駅まで武蔵野線経由）。2006年以前は篠ノ井駅行も存在した。2014年3月以前は安善駅と拝島駅を結ぶジェット燃料輸送列車（通称「米タン」）も浜川崎駅 - 尻手駅 - 立川駅間を通して運行されていたが、同月より尻手駅 - 府中本町駅間が武蔵野線経由に変更された。
府中本町駅以北に限れば2014年3月改正時点で、南武線の府中本町駅 - 立川駅を経由して武蔵野線と中央本線を結ぶ高速貨物列車が、1日6往復（うち4往復は石油輸送列車とその返空）、専用貨物列車は1日2往復運行されている。石油輸送列車以外の高速貨物列車は、下り1本のみコンテナ車と石油輸送用タンク車との併結、それ以外はコンテナ車のみで編成されている。専用貨物列車は石油輸送用タンク車で編成されている。
かつては奥多摩駅を発着する青梅線直通の石灰石輸送列車が運行されていたが、1998年8月13日限りで運転を終了し、10月3日のダイヤ改正で廃止された。
浜川崎駅 - 八丁畷駅間では、並行して鶴見駅と東京貨物ターミナル駅を結ぶ東海道本線貨物支線（東海道貨物線の一部）があり、浜川崎駅 - 川崎新町駅間では線路を共用している。この区間はとりわけ東京の物流拠点である東京貨物ターミナル駅と関西・九州方面を結ぶ高速貨物列車が多く運行されている。また、尻手短絡線を利用し、浜川崎駅、さらに先の東海道本線貨物支線の東京貨物ターミナル駅方面と武蔵野線方面を結ぶ列車も多数運行されている。貨物列車の運行がほとんどの尻手短絡線はもちろんのこと、旅客列車の運転されている尻手駅 - 浜川崎駅間においても運行本数は貨物列車のほうが多く（旅客列車は一日37往復なのに対し、貨物列車は1日42往復ある）、輸送障害時には旅客列車よりも関東と東北方面・西日本各方面を結んでいる長距離貨物列車を優先して通すことがしばし見受けられる。

## 車両

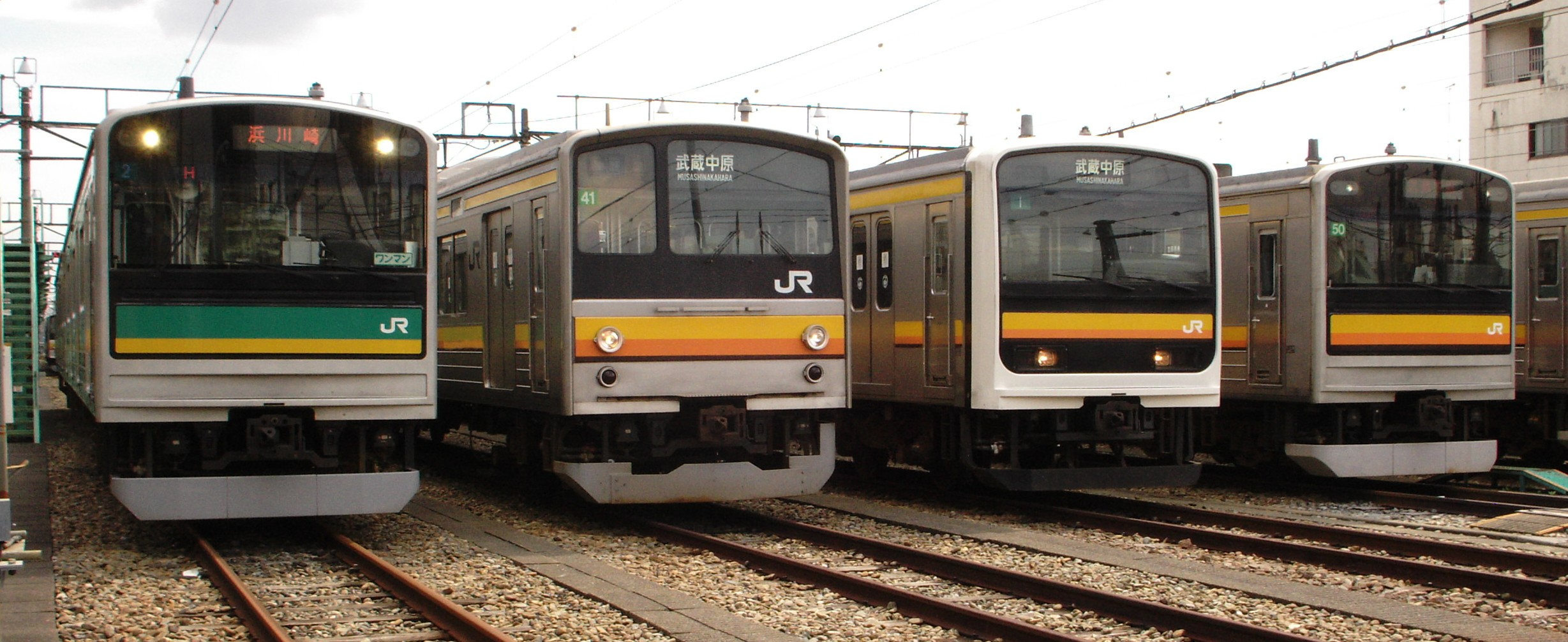
南武線の車両（2006年9月16日 中原電車区）
左から205系1000番台、205系0番台、209系0番台、205系1200番台。
205系1000番台以外は引退済。

1978年まで茶色の旧形国電が走っており、「チョコ電」として南武線の代名詞となっていた。南武線では概ね1960年代までは17m車の4両編成、または17m車3両に20m車1両を連結した4両編成で運転されていた。これは南武鉄道時代のままのホームは延長が71mしかないために20m車4両編成を入線させることが出来なかったからである。この時期の20m車は3扉のクハ55・クモハ60などが使用されていたが、後にホームが延長されると72系が使用されるようになり、川崎方よりクハ79+モハ72+サハ78+クモハ73となる4両編成で使用されていた。朝夕ラッシュ時に増結して6両で運転する場合は立川方に付属編成を連結しており、その編成はクハ79+クモハ73，またはクハ16+クモハ11であった。
旧形国電は、快速運転実施中の頃に他路線から転入した101系に置き換えられていった。転入車の多くは朱色や水色の元の路線の塗装色のまま運行されていた。そのため、当時の利用者からは南武線のラインカラーが判らない、特定しにくいとの声が挙がったが、これらの101系は最終的にすべて黄色に塗り替えられた。101系はその後103系に置き換えられていき、1991年1月に南武線での運用を終えた。その後も一部の車両は鶴見線に運用の場を移したが、これも翌1992年の5月までに姿を消し、関東地区での運用は浜川崎支線のみとなった。
1989年3月11日からは新造のステンレス車205系が南武線独自のラインカラーで配備され、その後1993年4月1日からの209系とともに全体の半分程を占めるようになった。ステンレス車のカラー帯は、沿線住民へのアンケート結果から決定したものであり、旧形国電時代の茶色（ぶどう色2号）、中央線からの借り入れ車のオレンジ（黄かん色2号）、路線カラーの黄色（黄1号）を採用しており、いずれも南武線で運用されてきた歴代車両のカラーでもある。
205系は国鉄分割民営化によるJR東日本発足後に初めて南武線用に投入したもので、南武線向けに新車が直接導入されたのは国有化前の南武鉄道時代の1942年（昭和17年）3月に製造されたモハ150形10両・クハ250形5両以来、47年ぶりであった。南武線への車両増備は103系の転用でも可能であったが、直接新車を投入することで旧国鉄から新会社となったJRとしてのイメージアップを目指したものとされる 。
2003年度からは老朽化した103系を置き換えるため、山手線へE231系500番台が投入されたことにより余剰になった元山手線の205系が南武線へ順次転属され、翌2004年12月に転属が完了した。運転取扱上の問題と保守効率化のため、浜川崎支線および鶴見線も管轄する中原電車区（当時）管内に改造車が集中投入されたことから、南武線にのみ純正先頭車（山手線時代からの原型0番台）と運転台新設車（元山手線中間車を先頭車化改造した1200番台）の両方が配置されることとなった。
209系は、0番台はナハ1編成（クハ209-13以下の6両編成・川崎重工業製の1次車）とナハ32編成（クハ209-68以下の6両編成・東急車輛製造製の8次車）の2編成が長らく運用されていたが、ナハ1編成については戸閉装置（ドアエンジン）に空気式を使用していたことから、保守性に優れた電気式ドアエンジンを使用する209系2200番台へ置き換えられ、2009年9月に廃車回送された。
その後は0番台のナハ32編成と、E233系1000番台の導入で余剰となった京浜東北線の209系0番台を機器更新などの改造を行った上で、南武線へ転属した209系2200番台も3編成が運用されていた。
2007年3月5日から、南武線開業80周年を記念するステッカーとヘッドマークが205系8編成に貼り付けられ、ヘッドマークは先頭車の前面に、ステッカーは側面に貼り付けられた。
2014年3月から、横浜線で使用していた205系H26編成が鎌倉車両センターから転属し、ナハ17編成として営業運転を開始している。
同年10月4日から、E233系8000番台が営業運転を開始。先頭車の乗務員室扉直後には「南武線が街と街、人と人をつなぎ『明るく弾む伸びゆく沿線』」をイメージするロゴマークが貼り付けられたほか、同じく先頭車側面のラインカラー帯部には沿線の街並みをイメージしたロゴを配置した。左からミューザ川崎、武蔵小杉の高層ビル群、とどろきアリーナ、洗足学園音楽大学、多摩川、よみうりランドの観覧車、一橋大学、多摩都市モノレール、立川駅北口のアーチ、ルミネ立川をイメージしたもの。車体側面の左右の帯で建物の並びが逆になっている。
そして前述の通り、本線（川崎駅 - 立川駅間）用の205系のうち先頭車が0番台の編成は2015年12月6日をもって、先頭車が1200番台の編成は2015年12月24日をもって 、それぞれ定期営業運転を終了した。なお、1200番台の編成については2016年1月9日の臨時列車として最後の運用を行った。

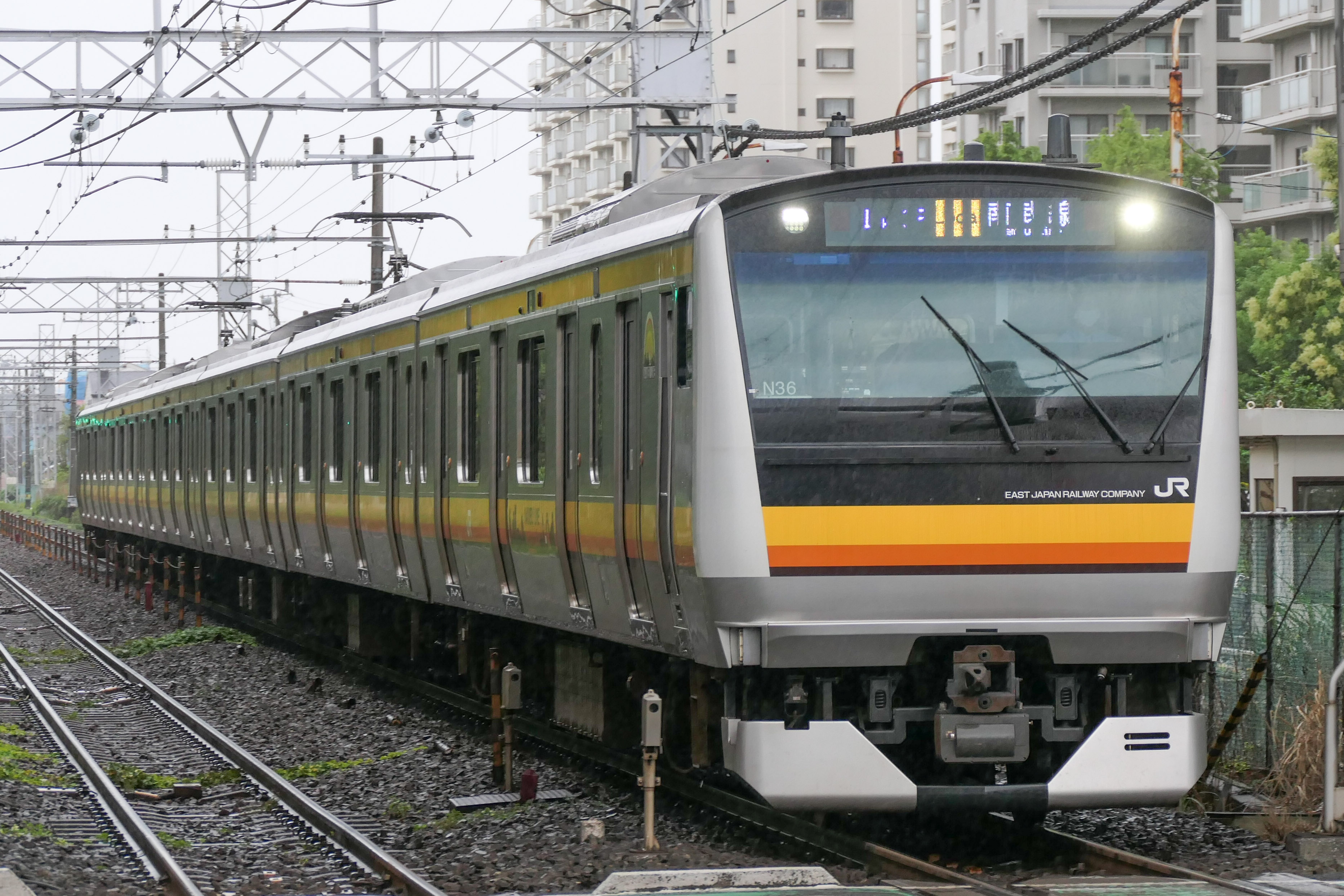
青梅・五日市線から転用されたE233系8500番台（2021年6月 鹿島田駅）

E233系8000番台投入完了後も、209系2200番台（ナハ53編成）が1編成残っていたが、これについても2017年に豊田車両センターから青梅線・五日市線で使用していたE233系0番台1編成（6両）を転属させ、転用改造の上で8500番台として投入することで、定期運転を終了すると発表された。8500番台は同年3月15日より営業運転を開始している。なお、ナハ53編成はE233系8500番台の運用開始に先立って運用を離脱しており、2017年2月10日に茅ケ崎駅へ疎開回送され、同年4月13日付で幕張車両センターに転属し、「BOSO BICYCLE BASE」に再改造された。

### 現在の使用車両
以下において「nMmT」とは、1編成の車両がn両の電動車（モーターあり）とm両の付随車（モーターなし）で構成されることを意味する。

#### 本線
定期列車

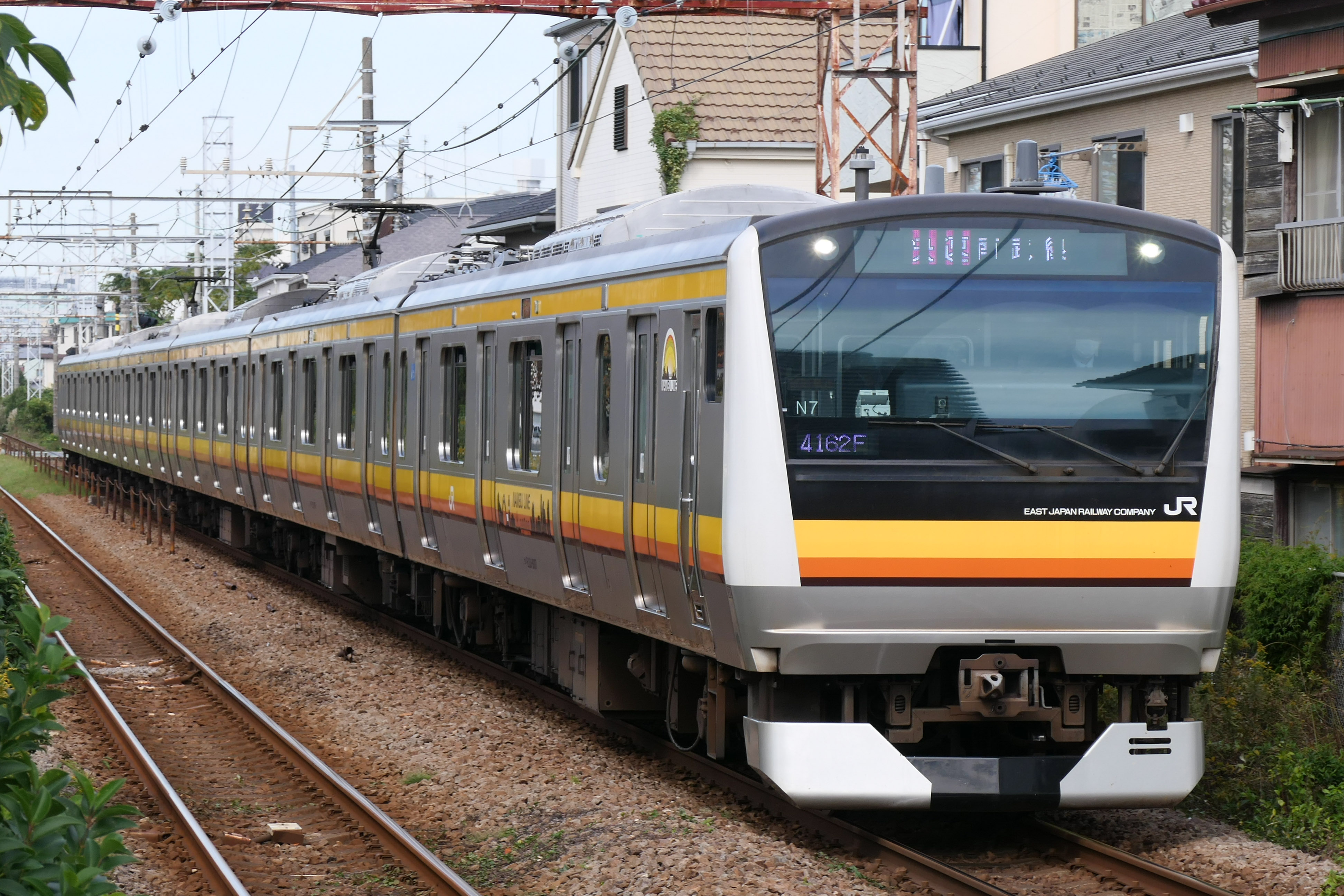
E233系8000番台（2020年10月28日 平間駅-鹿島田駅間）

- E233系（4M2T・N編成）- 36編成（8000番台35編成、8500番台1編成）在籍
2017年2月10日より全ての定期旅客列車が片側4扉6両編成のE233系で運用されている。車体には黄・橙・ぶどう色（■■■）の3色の帯が巻かれている。

臨時列車
185系、E257系5500番台、各団体専用車両などが使用される。一部の駅には臨時列車用に8両対応のホームや8両用の停止位置がある。また、過去には183系、189系や583系、伊豆急行のリゾート21（黒船電車）やアルファリゾート21が入線したこともある。なお、2009年3月14日に開業した西府駅のホームは6両編成対応である。
貨物列車
貨物列車を牽引する電気機関車としてEF210形、EH200形が主に使用されている。

#### 支線

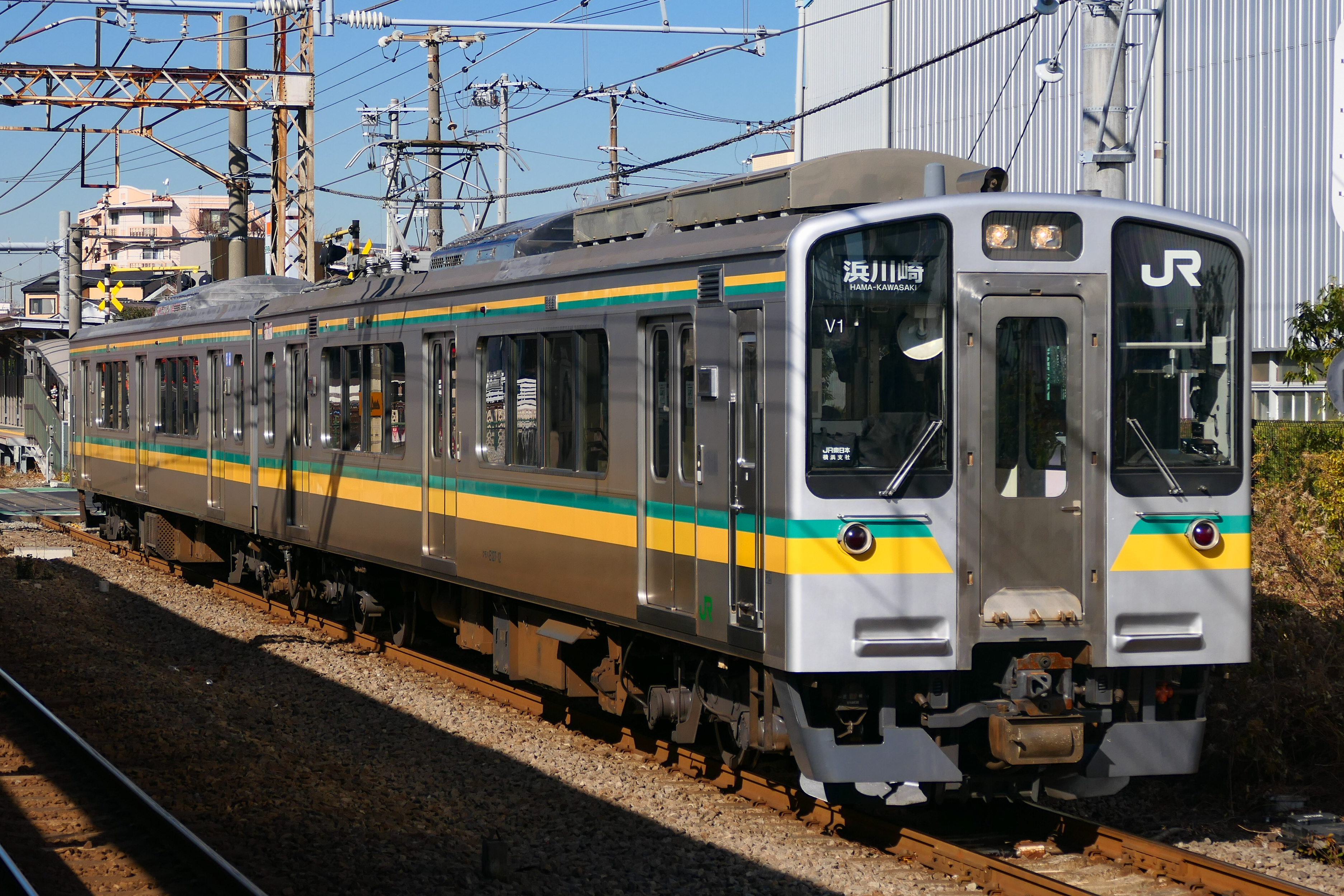
浜川崎支線用E127系0番台V1編成（2024年1月 小田栄駅）

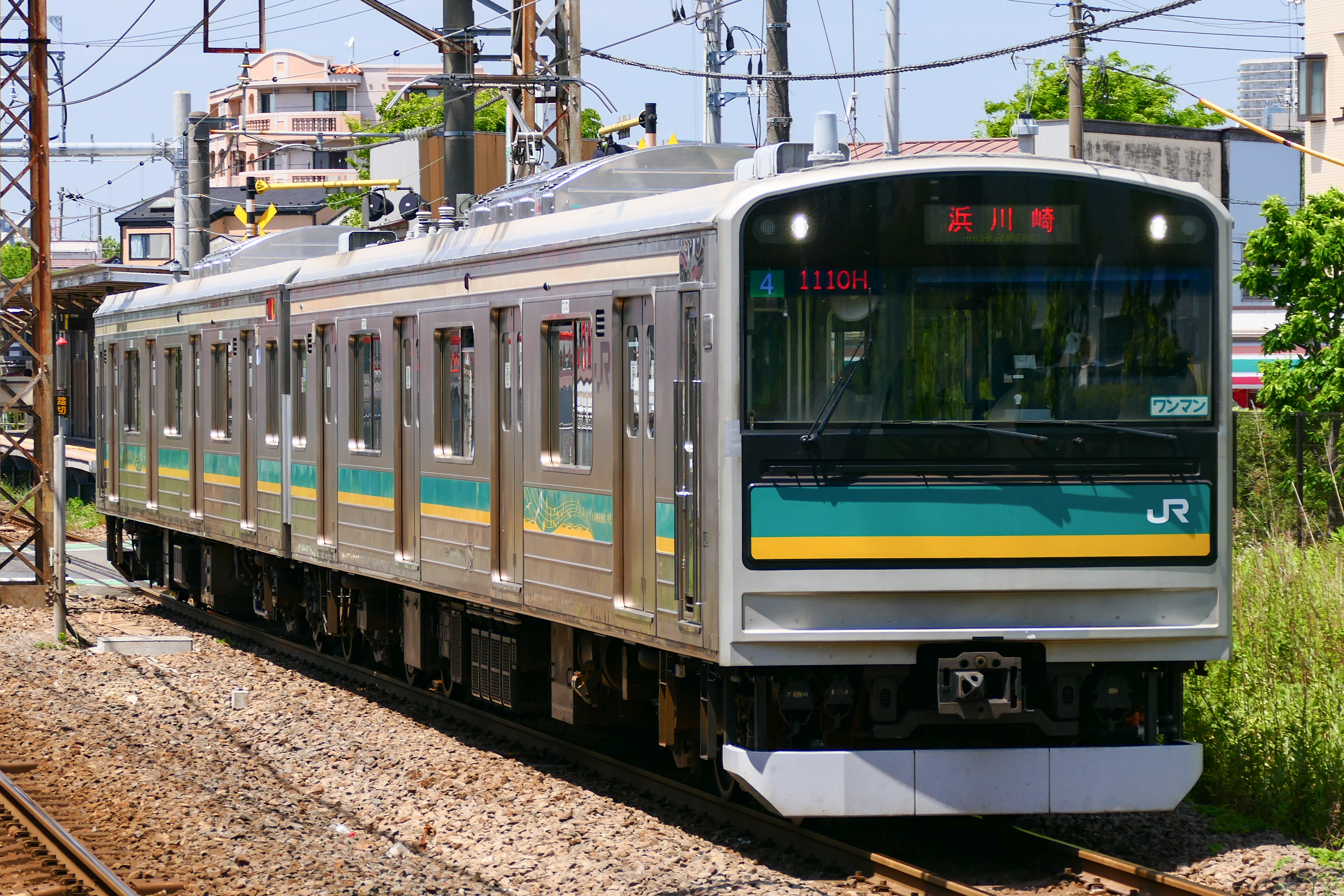
浜川崎支線用205系1000番台W4編成（2023年5月 小田栄駅）

- E127系0番台（1M1T・V編成）- 2編成
2023年9月13日より支線で運転開始。本線用車両や既存の205系1000番台とは異なり、片側3扉の車両である[83]。205系1000番台の置き換えを目的とした導入だが、JR東日本の首都圏エリアで3ドアの車両が4ドアの車両を置き換える珍しい事例となった。また、首都圏で下枠交差型パンタグラフの普通列車車両が運行されるのも初の事例となる[注釈 9]。
- 205系1000番台（2M0T・W編成） - 1編成
ワンマン運転対応に改造された2両編成が使用される。E127系投入後も予備車として1編成（ナハW4）が存置されている。

1980年まではクモハ11+クハ16の17m車旧形国電が使用され、その後101系がJR最後の定期運用に就いていたが、2002年8月20日に205系1000番台が営業を開始したことにより、翌2003年11月28日に101系は定期運用から離脱した。205系1000番台は、101系の塗色を踏襲して車体下部には緑と黄色（■■）、車体上部にはクリーム色（■）の帯が巻かれている。
2023年9月13日より、新潟地区より転属したE127系0番台が営業を開始した。

### 保安装置
205系導入後からE233系導入までの時期は、車種が多彩となったので保安装置対応状態も複雑になっていた。ただしATS-Bは車体に表記されているのみで実際には撤去されている。
| 形式                       | 編成       | 画像 | 保安装置     | 備考                                |
| -------------------------- | ---------- | ---- | ------------ | ----------------------------------- |
| 205系0番台                 | ナハ2〜4   |      | ATS-P、B     | 新製配置                            |
| 205系0番台                 | ナハ5〜16  |      | ATS-P、Sn、B | 新製配置                            |
| 205系0番台                 | ナハ17     |      | ATS-P、B、C  | 京浜東北線または横浜線から転属      |
| 209系0番台                 | ナハ32     |      | ATS-P        | 新製配置                            |
| 205系0番台                 | ナハ34〜44 |      | ATS-P、Sn    | 山手線から転属                      |
| 205系1200番台              | ナハ46〜51 |      | ATS-P、Sn    | 山手線の先頭改造                    |
| 209系2200番台              | ナハ52〜54 |      | ATS-P、Sn    | 京浜東北線から転属                  |
| E233系8000番台（8500番台） | N1〜N36    |      | ATS-P、Sn    | 新製配置 8500番台のみ青梅線から転属 |

209系のナハ1編成はATS-PとATS-Bを搭載していた。

### 過去の使用車両

#### 南武線の車両
- 電車
  - 209系2200番台 (6両編成) (4M2T)（2009年 - 2017年）[54]
  - 209系0番台 (6両編成) (4M2T)（1993年 - 2015年）
  - 205系0番台・1200番台 (6両編成) (4M2T)（1989年 - 2016年）
  - 201系「四季彩」（4両編成）
  - 103系 (6両編成) (4M2T)（1982年 - 2004年）
  - 101系 (4両／6両編成)（2M2T、4M、6M、4M2Tまたは2M1T+2M1T）（1969年 - 1991年〈本線〉、1980年 - 2003年〈支線〉）
  - 72系 (4両／6両編成)（1963年 - 1978年）
  - 50系・33系・31系・30系 → 11系（2両／3両／4両／6両編成）（1947年 - 1967年頃〈本線〉、 - 1980年〈支線〉）
  - 40系（1962年 - ）
  - 小田急1600形（1947年5月 - 10月、限界拡大工事期間中の借用）
  - 167系（修学旅行列車）

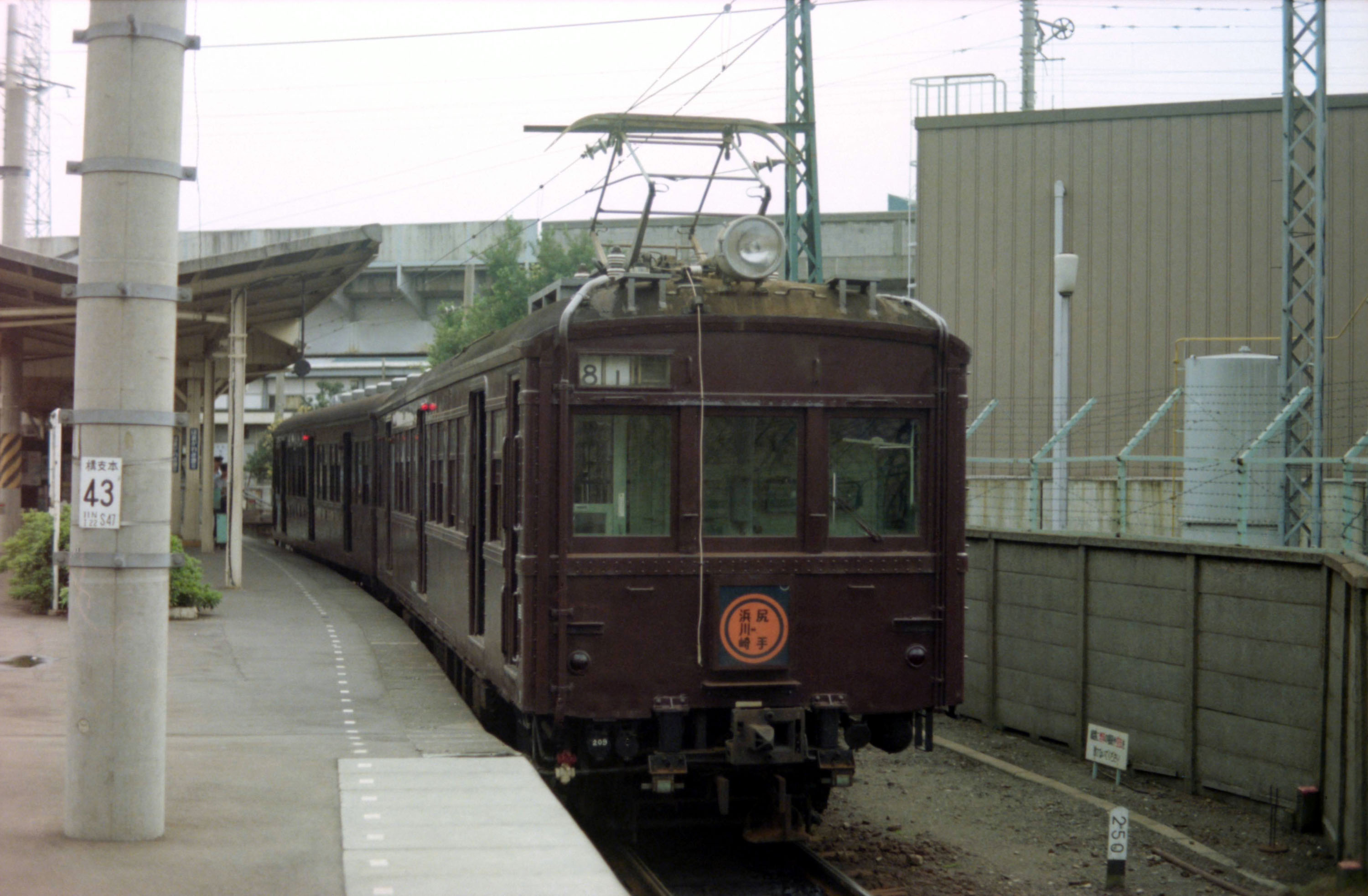
11系（1980年8月 浜川崎駅）
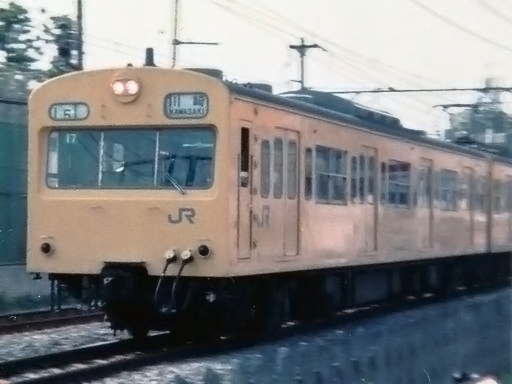
101系 （1990年頃 武蔵溝ノ口駅 - 武蔵新城駅間）
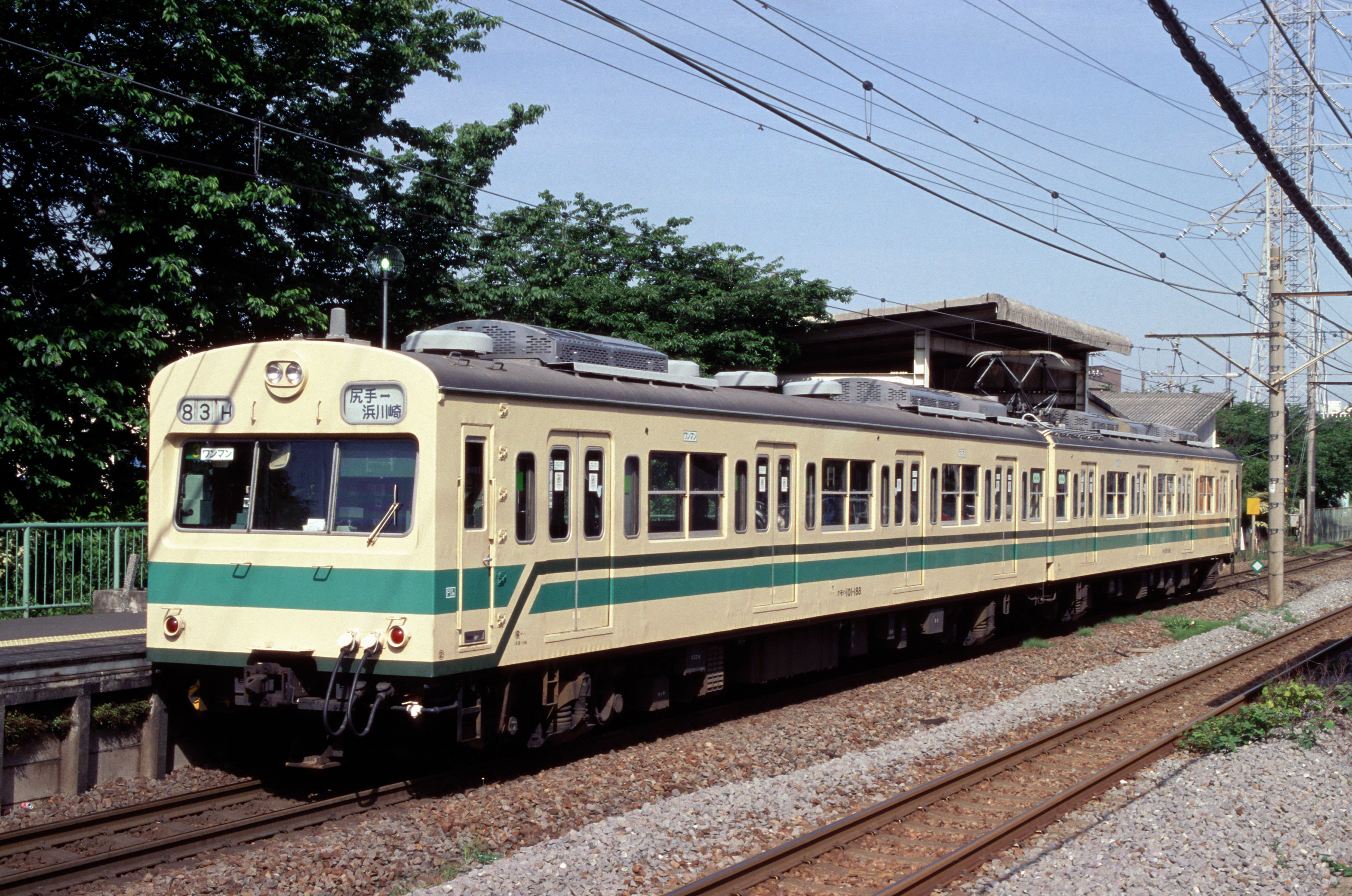
浜川崎支線用の101系 （2002年5月）
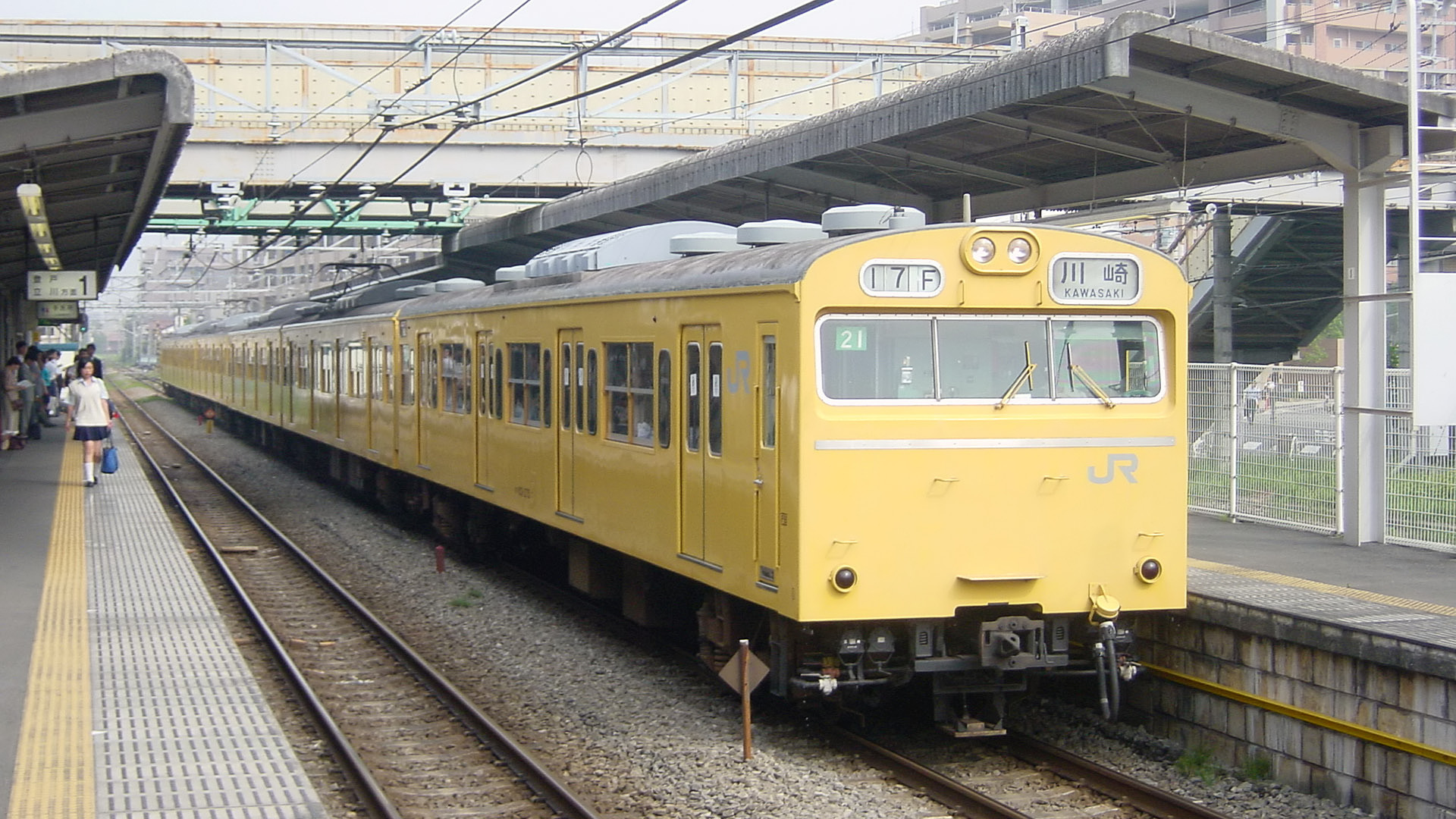
103系（2001年6月）
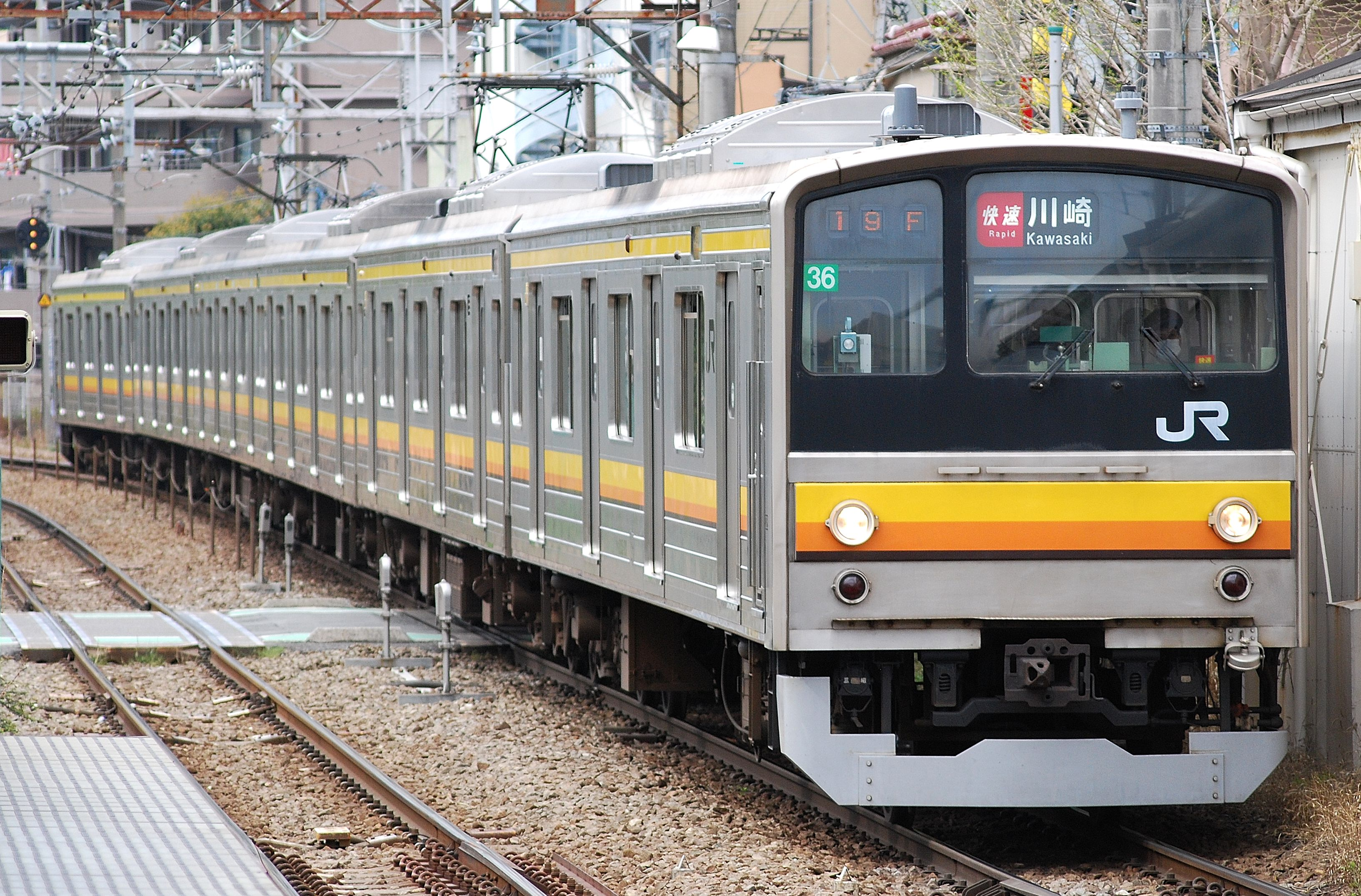
205系0番台（2011年4月）
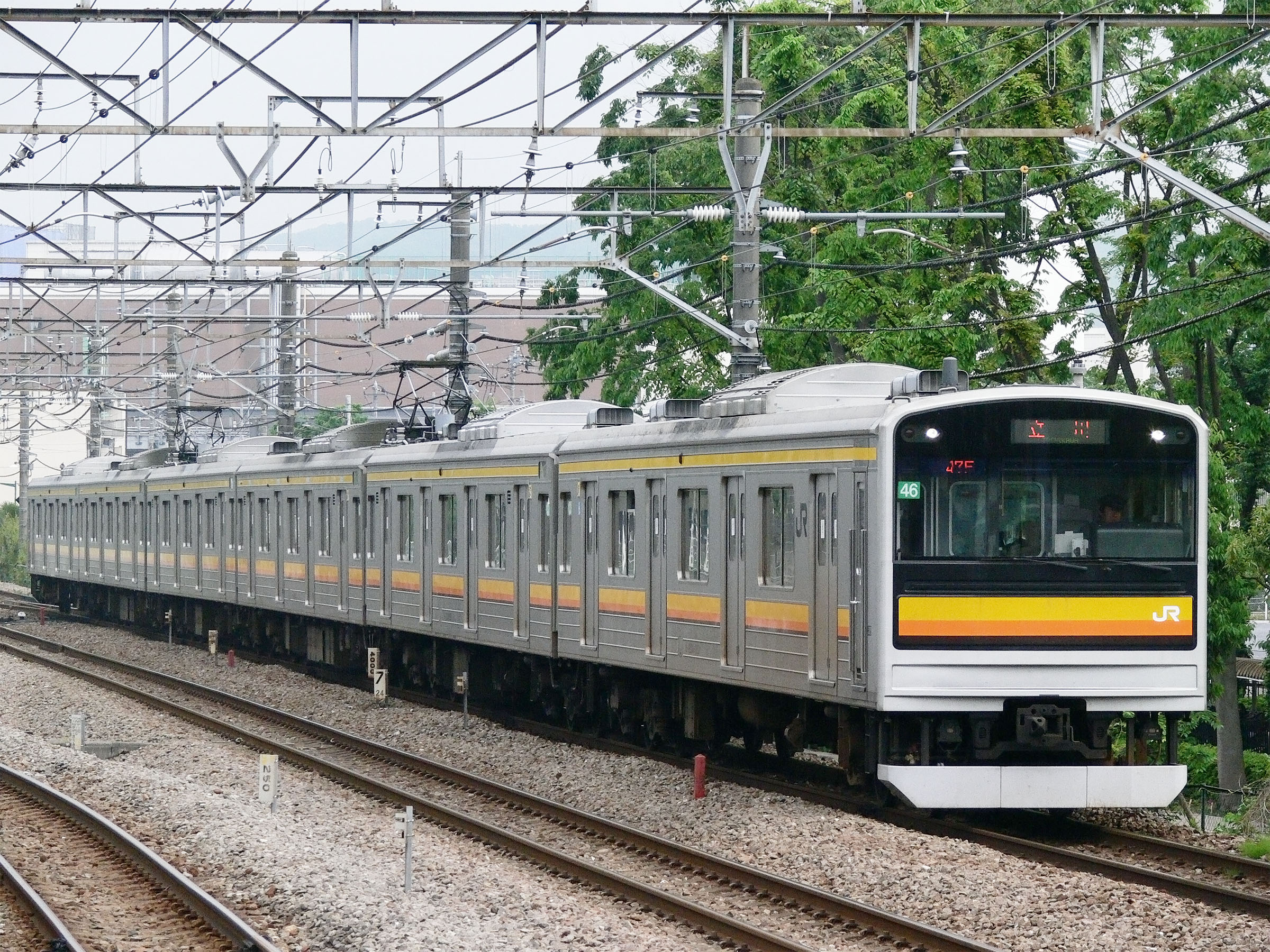
205系1200番台（2006年5月）
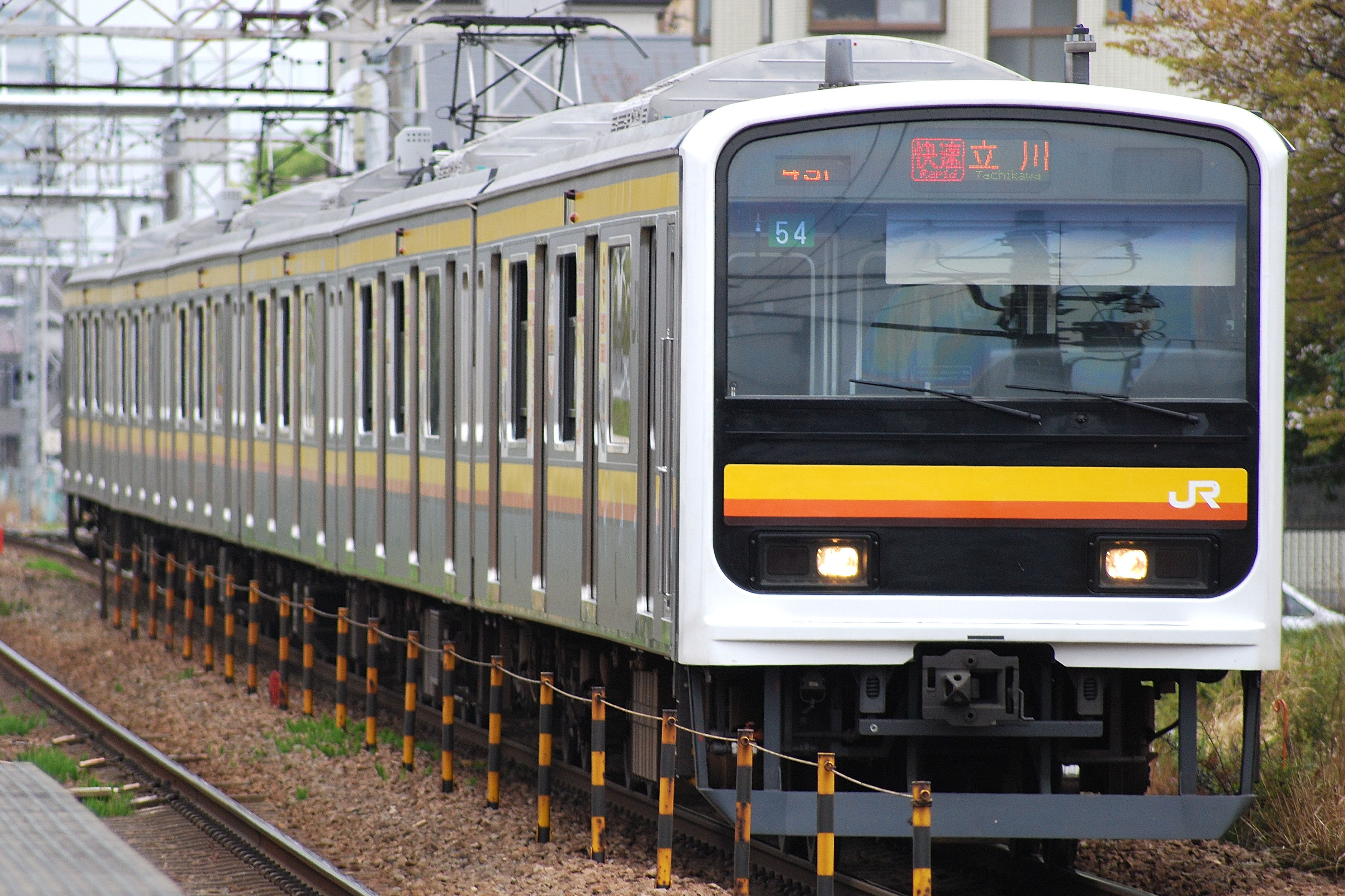
209系0・2200番台（2011年4月）
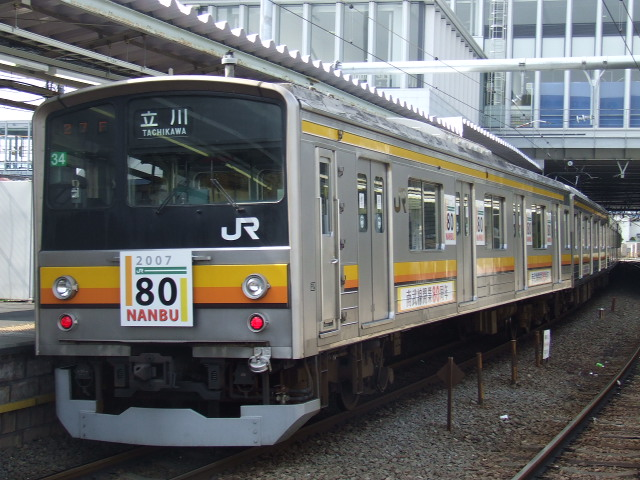
開業80周年記念装飾（2007年3月 登戸駅）
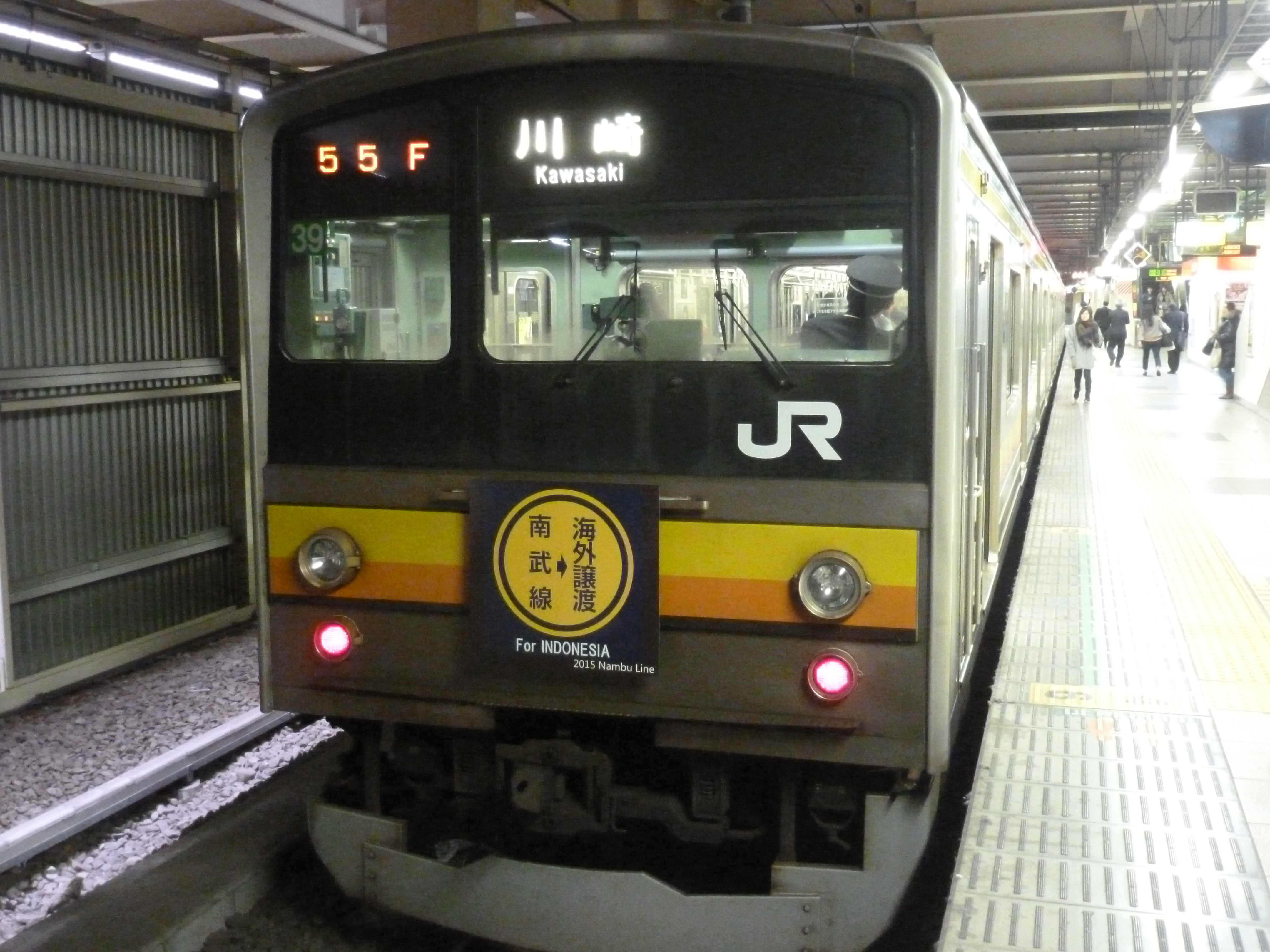
205系は終盤期に海外譲渡をアピールするヘッドマークを付けて運転されていた。（2015年11月）

| 209系0番台定期運転最終日編成 |            |             |             |             |             |            |            |
| ← 川崎立川 → |            |             |             |             |             |            |            |
| \| 編成 \| ナハ32編成 \| ナハ32編成 \| ナハ32編成 \| ナハ32編成 \| ナハ32編成 \| ナハ32編成 \| ナハ32編成 \| \| 号車 \| 1 \| 2 \| 3 \| 4 \| 5 \| 6 \| \| \| 電車形式 \| クハ209 68 \| モハ209 135 \| モハ208 135 \| モハ209 136 \| モハ208 136 \| クハ208 68 \| \| \| 0番台としては最後まで残った編成であった。廃車までVVVFインバータの更新はされなかった \| \| \| \| \| \| \| \| |            |             |             |             |             |            |            |
| 編成 | ナハ32編成 | ナハ32編成  | ナハ32編成  | ナハ32編成  | ナハ32編成  | ナハ32編成 | ナハ32編成 |
| 号車 | 1          | 2           | 3           | 4           | 5           | 6          |            |
| 電車形式 | クハ209 68 | モハ209 135 | モハ208 135 | モハ209 136 | モハ208 136 | クハ208 68 |            |
| 0番台としては最後まで残った編成であった。廃車までVVVFインバータの更新はされなかった |            |             |             |             |             |            |            |

| 205系0番台定期運転最終日編成 |            |            |            |            |            |            |            |
| ← 川崎立川 → |            |            |            |            |            |            |            |
| \| 編成 \| ナハ39編成 \| ナハ39編成 \| ナハ39編成 \| ナハ39編成 \| ナハ39編成 \| ナハ39編成 \| ナハ39編成 \| \| 号車 \| 1 \| 2 \| 3 \| 4 \| 5 \| 6 \| \| \| 電車形式 \| クハ205 23 \| モハ205 67 \| モハ204 67 \| モハ205 69 \| モハ204 69 \| クハ204 23 \| \| \| 11月16日から海外譲渡HMを取り付けての運転となった。残っていたのは同編成と下記ナハ46編成のみ \| \| \| \| \| \| \| \| |            |            |            |            |            |            |            |
| 編成 | ナハ39編成 | ナハ39編成 | ナハ39編成 | ナハ39編成 | ナハ39編成 | ナハ39編成 | ナハ39編成 |
| 号車 | 1          | 2          | 3          | 4          | 5          | 6          |            |
| 電車形式 | クハ205 23 | モハ205 67 | モハ204 67 | モハ205 69 | モハ204 69 | クハ204 23 |            |
| 11月16日から海外譲渡HMを取り付けての運転となった。残っていたのは同編成と下記ナハ46編成のみ |            |            |            |            |            |            |            |

| 205系定期運転最終日編成 |              |            |            |            |            |              |            |
| ← 川崎立川 → |              |            |            |            |            |              |            |
| \| 編成 \| ナハ46編成 \| ナハ46編成 \| ナハ46編成 \| ナハ46編成 \| ナハ46編成 \| ナハ46編成 \| ナハ46編成 \| \| 号車 \| 1 \| 2 \| 3 \| 4 \| 5 \| 6 \| \| \| 電車形式 \| クハ205 1201 \| モハ205 91 \| モハ204 91 \| モハ205 93 \| モハ204 93 \| クハ204 1201 \| \| \| 12月9日からは、この1編成のみが残っていた。2016年1月9日のさよなら運転も同編成 \| \| \| \| \| \| \| \| |              |            |            |            |            |              |            |
| 編成 | ナハ46編成   | ナハ46編成 | ナハ46編成 | ナハ46編成 | ナハ46編成 | ナハ46編成   | ナハ46編成 |
| 号車 | 1            | 2          | 3          | 4          | 5          | 6            |            |
| 電車形式 | クハ205 1201 | モハ205 91 | モハ204 91 | モハ205 93 | モハ204 93 | クハ204 1201 |            |
| 12月9日からは、この1編成のみが残っていた。2016年1月9日のさよなら運転も同編成 |              |            |            |            |            |              |            |

- 電気機関車
  - EF15
  - EF13
  - EF11
  - EF10
  - EF51
  - EF60
  - EF64
  - EF65
  - ED16（ - 1983年）
  - ED18（1959年 - 1960年）
  - ED19（ - 1959年）
  - 南武鉄道1000形→ED34→ED27（ - 1971年）
  - 青梅電気鉄道1号形、2号形→ED36（ - 1960年）
  - 奥多摩電気鉄道1020形→ED37
- 蒸気機関車
  - C11（線内貨物列車の牽引など）
  - C12（同上）
- ディーゼル機関車
  - DD13（川崎河岸駅への貨物列車の牽引など）
  - DE10（浜川崎駅周辺の貨物牽引や立川駅構内での使用など）

#### 南武鉄道の車両
南武鉄道時代の車両は買収後も番号もそのままで使用され、1947年10月までは省形は建築限界の関係で入線することができなかったこともあり、電車については旧青梅電気鉄道車の転入や小田急からの借用車などとともに最終的には1951年5月まで使用された後に富山港線・福塩線・可部線・宇部線などへ転出。電気機関車については南武鉄道時代から乗り入れていた旧青梅電気鉄道、旧奥多摩電気鉄道の機関車とともに廃車まで青梅・南武線で使用された。また、南武鉄道時代には競馬開催時に小田急から借り入れた車両が使用されたり、向河原まで小田急の電気機関車が砂利輸送列車を牽引して乗り入れたりしている。
- 蒸気機関車
  - 1（1925年汽車製造製22tCタンク、買収後1120）
  - 2（1926年汽車製造製1C1タンク、買収後3255。相鉄かしわ台車両センターで保存の神中鉄道3号機と同形）
  - 12（1927年長野電鉄12を譲受、1923年川崎造船所製40t1C1タンク。買収後3015→常総筑波鉄道9）
  - 3（1937年雲仙鉄道1を譲受、1922年雨宮製作所製25t1Bタンク。買収後90）
- 電気機関車
  - 1001（1928年 - 1929年日立製作所製BB箱形50t。買収後ED34→ED27）
- 電車
  - モハ100（1926年 - 1931年汽車製造製、15m級dD12D1）
  - モハ150（1941年帝国車両製、17m級d1D4D4D2）
  - モハ400（1935年譲受の旧国鉄モハ1060、1064。鶴見臨港鉄道へ譲渡）
  - モハ500（501・502は1937年譲受の旧国鉄モハ1055・1056、1942年日本鉄道自動車で鋼体化しモハ505・506、17m級dD6D6D1。503・504は旧国鉄モユニ2002・モニ3006の鋼体化で1940年木南車両製16m級dD4D4D1）
  - クハ210（1939 - 1940年木南車両製、15m級dD4D4D1）
  - クハ250（1942年汽車製造製、17m級d1D4D4D2、モハ150と同形）
  - サハ200（1939年木南車両製。阪神の木造車の車体利用の14m級の201・202と、南海の木造車の車体利用の16m級D141D141D正面5枚窓の203。サハ201は後に矢向電車区の食堂に転用）
  - サハ215（1941年国鉄盛岡工場製18m級3扉、木造客車改造）
  - ハ216（1942年国鉄旭川工場製17m級3扉、木造客車改造）
  - サハ301（1942年国鉄釧路工場製15m級2D10D2、木造客車改造）
- 貨車
  - 有蓋車：ワ1 - 8、11 - 29、301 - 304、ワフ1 - 4、ワブ301 - 306、テブ201 - 209
  - 無蓋車：ト1 - 40、301 - 330、401 - 453、454、455、458 - 464、トム101 - 130、トフ1 - 4、ヲキ1 - 8、ヲサフ1 - 2

## 沿線概況
沿線の川崎市中原区を中心とした一帯には、キヤノン・NEC・富士通・東芝などの電機・情報技術関連企業やその子会社の多くの工場、ミツトヨの本社、かながわサイエンスパーク (KSP) が立地している。近年では、川崎市の公報を中心に南武線を“ハイテクライン”と呼ぶこともあるが、定着には至っていない。また川崎競馬場・川崎競輪場（川崎駅）・京王閣競輪場（京王相模原線・京王多摩川駅）・多摩川競艇場（西武多摩川線・競艇場前駅。府中本町駅からは送迎バスあり）・東京競馬場（府中本町駅）・立川競輪場（立川駅）などの公営競技の施設も沿線に多く、東京競馬場の競馬開催日には競馬場利用客で混雑するため、臨時列車を運行することもある。
全体の線形は比較的良く、線内の最高運転速度は95km/h。ただし、駅間が短く、曲率半径400m級の曲線も多いため、最高速度で走行する区間は限られる。駅間が特に短い武蔵溝ノ口駅 - 登戸駅や南多摩駅の前後では曲率半径300m - 400m級（制限60km/h - 75km/h）の曲線区間が連続し、高速運転の支障になっている。

### 本線

#### 川崎駅 - 武蔵小杉駅間
東海道線・京浜東北線と接続する起点駅・川崎駅を発車すると間もなく川崎市幸区から川崎区に入るが、右手にキヤノン川崎事業所が現れ右にカーブし東海道線・京浜東北線から分かれると再び幸区に戻る。カーブを抜け北西を向き、住宅街に入ると右にカーブし北を向き横浜市鶴見区に入るが、左手から浜川崎支線が合流し国道1号（第二京浜）を跨いだところで尻手駅に到着。同駅構内に横浜市鶴見区と川崎市幸区の境界があり、駅所在地は川崎市となっている。駅北側には川崎市地方卸売市場南部市場がある。尻手駅を発車すると再び横浜市鶴見区に戻り、間もなく尻手短絡線が分かれる。そこから0.5km程走ったところが矢向駅。構内に横浜市鶴見区と川崎市幸区の市境がある。1960年まで矢向電車区が所在し、2020年3月14日のダイヤ改正までは車掌の交代も行われていたが、現在は武蔵中原駅で行われている。駅東側・西側共に住宅街だが駅北側には工場が多い。発車し工場群を抜けると再び住宅街となる。鹿島田駅周辺は駅南側を中心に工場跡地の再開発が進んでおり、0.3km程西進したところに横須賀線・湘南新宿ラインの新川崎駅がある。また鹿島田駅から0.5km東側の国道409号（府中街道）から南武沿線道路が分かれる。鹿島田駅を発車すると国道409号と交差、間もなく二ヶ領用水（川崎堀）を渡り中原区に入る。
平間駅では商店街が線路の東側に並行し、駅周辺は東側・西側共に住宅街だが、西側に三菱ふそうトラック・バス川崎製作所・技術センターがある。向河原駅西側には日本電気 (NEC) 玉川事業場があり、1番ホームにはSuica専用の専用改札口がある。向河原駅を発車すると左にカーブし西を向き品鶴線（横須賀線・湘南新宿ラインおよび相鉄線直通列車）と東海道新幹線、さらには南武線より後に開通した東急電鉄（東急）の東横線・目黒線を潜り、これらが接続する武蔵小杉駅に到着。かつては中原街道の小杉宿（継立場）であり丸子の渡しがある交通の要衝であった。川崎市の第三都心に指定されており官公庁の施設や商業施設が多い。前述の各路線が乗り入れることなどから、駅周辺の工場群跡地などを中心に再開発が進んでいる。

#### 武蔵小杉駅 - 登戸駅間
武蔵小杉駅を発車すると高架を上り再び国道409号・二ヶ領用水（川崎堀）を跨ぐ。右にカーブし北西を向き右手には南武沿線道路が現れる。「中原」という名前の由来となった中原街道（神奈川県道45号丸子中山茅ヶ崎線）を跨ぐと武蔵中原駅。南武線の列車運行の基点である。駅北側には富士通川崎工場があり、南側は住宅街である。武蔵中原駅を発車すると左手に車両基地の鎌倉車両センター中原支所を見下ろす形となる。この付近で大深度地下を通る中央新幹線第一首都圏トンネル（建設中）と交差する。やがて遠くには丹沢山や富士山までを望みながら間もなく南武線では珍しい島式ホームの武蔵新城駅。ここから20‰の勾配で高架を下り高津区に入り第三京浜道路を潜る。この駅間では南武線が南東から北西に走っており、東西南北の土地区画の中を斜めに突っ切っていく。右側に南武沿線道路が並走しており、左手に富士通ゼネラル本社・洗足学園大学、右手に文教堂本社を見ると間もなく武蔵溝ノ口駅。かつては矢倉沢往還の溝口宿であり、多摩川の二子の渡しで栄えた交通の要衝である。東急田園都市線・大井町線溝の口駅と接続し多くの路線バスが発着しており、川崎市の副都心として駅北側・南側共に官公庁の施設や商業施設が立ち並んでいる。
武蔵溝ノ口駅を発車すると東急田園都市線を潜り左にカーブし、国道246号（厚木大山街道）を潜ると右へカーブする。北にある久地円筒分水方面へトンネルで流れる平瀬川を跨ぐと津田山駅に到着。駅南側には川崎市営緑ヶ丘霊園があり、駅周辺には霊園関係の店が多い。また緑ヶ丘霊園は桜の名所であり、春には多くの花見客で賑わう。津田山駅を発車すると右手に三菱自動車津田山オートスクエア、左手に子ども夢パークを見ながら右にカーブし、続いて左にカーブすると並行していた南武沿線道路が分かれ久地駅に着く。同駅を発車すると神奈川県道・東京都道9号川崎府中線（府中街道）・二ヶ領用水を相次いで跨ぎ多摩区に入る。神奈川県道・東京都道9号川崎府中線のバイパス・東名高速道路を潜り、かつては駅も設置されていた宿河原不動（新明国上教）を左に見ながら多摩川の旧堤防の上を走るS字カーブで宿河原駅。この付近は桜並木で知られる二ヶ領用水（宿河原用水）を跨ぐ。桁下の低い歩行者専用のアンダーパスもある。
間もなくS字カーブを抜けると登戸駅に到着する。登戸駅 - 宿河原駅間には小田急小田原線との連絡線が向ヶ丘遊園駅方面に向けて1936年1月認可で設置され、戦前は府中の競馬輸送や江ノ島の海水浴輸送での電車の貸し借りに使用したり、多摩川の砂利の東京方面への輸送や相模川の砂利の京浜工業地帯への輸送に使用したりしたほか、戦後も戦災で不足した車両を貸し借りするなど、戦後しばらくまで残ったが、正式には1967年3月に廃止された。
登戸駅は接続する小田急小田原線の3線化工事に合わせて橋上駅舎となっている。現在は駅南側に小田急小田原線向ヶ丘遊園駅まで小規模な商店街が延びているのみだが、今後登戸駅・向ヶ丘遊園駅を中心に再開発が進められる予定である。

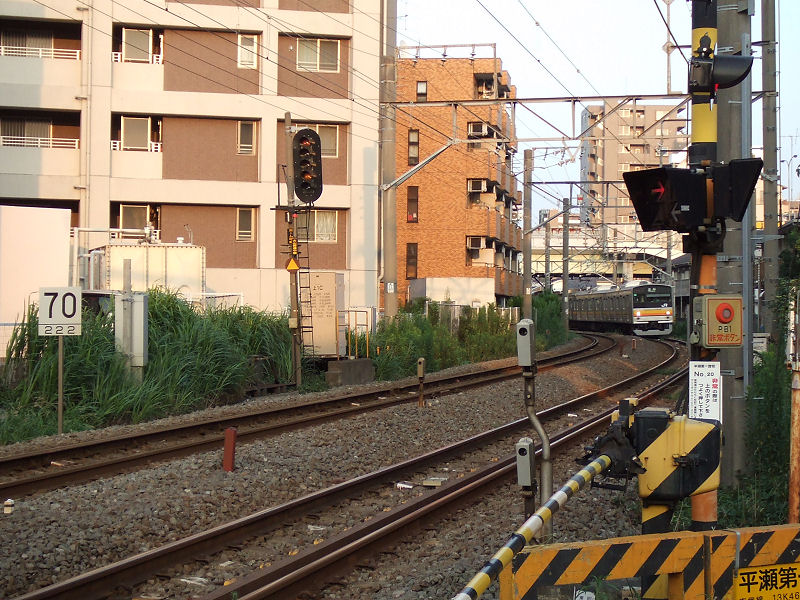
曲線区間が続く武蔵溝ノ口駅 - 津田山駅間。この前後にも曲線区間が続く（2006年7月26日）
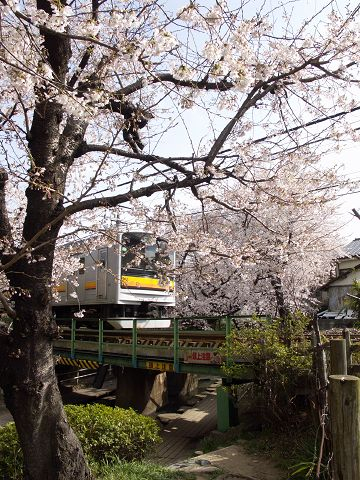
二ヶ領用水・船島鉄橋を走る205系1200番台電車 （2006年3月29日 宿河原駅 - 登戸駅間）

#### 登戸駅 - 府中本町駅間
登戸駅を発車すると小田急小田原線を潜り、東京都道・神奈川県道3号世田谷町田線（津久井道）を潜ると右にカーブする。0.8km程走り左にカーブすると中野島駅。かつては駅の周囲が梨畑であったが、宅地化がなされてきた。この先で二ヶ領用水・三沢川を相次いで跨ぎ稲田堤駅に到着。駅西側に商店街が南北に延びるが、接続する京王相模原線（京王稲田堤駅）が0.4km西側にあるため他の接続駅と比べて賑わいは少ない。かつては桜の名所として知られた多摩川の堤防である稲田堤も、平成の世には見る影もない。稲田堤駅を発車すると右にカーブ、京王相模原線を潜る。この先で高架を上ると神奈川県を抜け東京都稲城市に入る。東京都道・神奈川県道19号町田調布線（鶴川街道）を跨ぐと矢野口駅。2015年度まで東京都道・神奈川県道19号町田調布線（鶴川街道）・神奈川県道・東京都道9号川崎府中線（府中街道）の踏切解消を目的とする矢野口駅 - 府中本町駅間の高架化工事が行われた。高架化後は稲城市による土地区画整理事業が行われている。発車すると左にカーブし西を向き、0.7km程走ったところで稲城大橋を跨ぐ。
右にカーブし再び北西を向くと2面4線の稲城長沼駅に到着する。稲城市の代表駅であるが官公庁の施設や商業施設は1.0km程南側の京王相模原線稲城駅周辺に多く、稲城長沼駅北側に商店街が延びるのみである。高架化前は長い留置線があったが、それは戦前に駅周辺の弾薬庫や火薬工場からの貨物取扱があったためである。稲城長沼駅を発車し、左へカーブして西を向くと南多摩駅。南多摩駅は市街地の西端にあり、サントリー食品工業本社（南多摩工場）・日本フイルコンなど工場が多い。また並行して流れる大丸用水は桜の名所であったが高架化工事において事業用地とされ、すでに伐採されている。
南多摩駅を発車すると神奈川県道・東京都道9号川崎府中線（府中街道）を跨ぎ、右にカーブして北西を向く。高架を下り、左手に富士通南多摩工場跡地を見る。富士通南多摩工場跡地が見えなくなると多摩丘陵の崖の下を走る。ここは下り線のみであるが南武線唯一のトンネルがあった場所である。右にカーブして北を向くと、トンネルを抜けた武蔵野線（貨物線）と並走しながら多摩川を渡り府中市に入る。橋を渡り終えると左にカーブし北西を向き、続いて中央自動車道を潜り右にカーブし再び北を向く。右手に東京競馬場の連絡通路が現れると上り線が地下に潜り、武蔵野線との接続駅である府中本町駅。府中本町駅は市街地の南端にあり、駅東側には東京競馬場・大國魂神社があるため、休日などには混雑する。

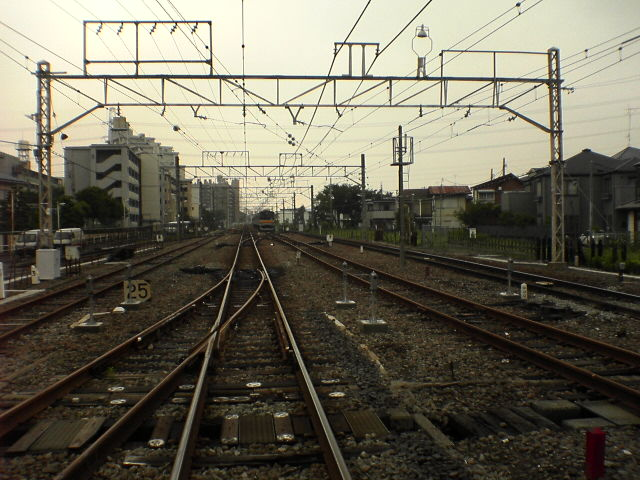
高架化前の稲城長沼駅より立川方面を望む（2005年6月）
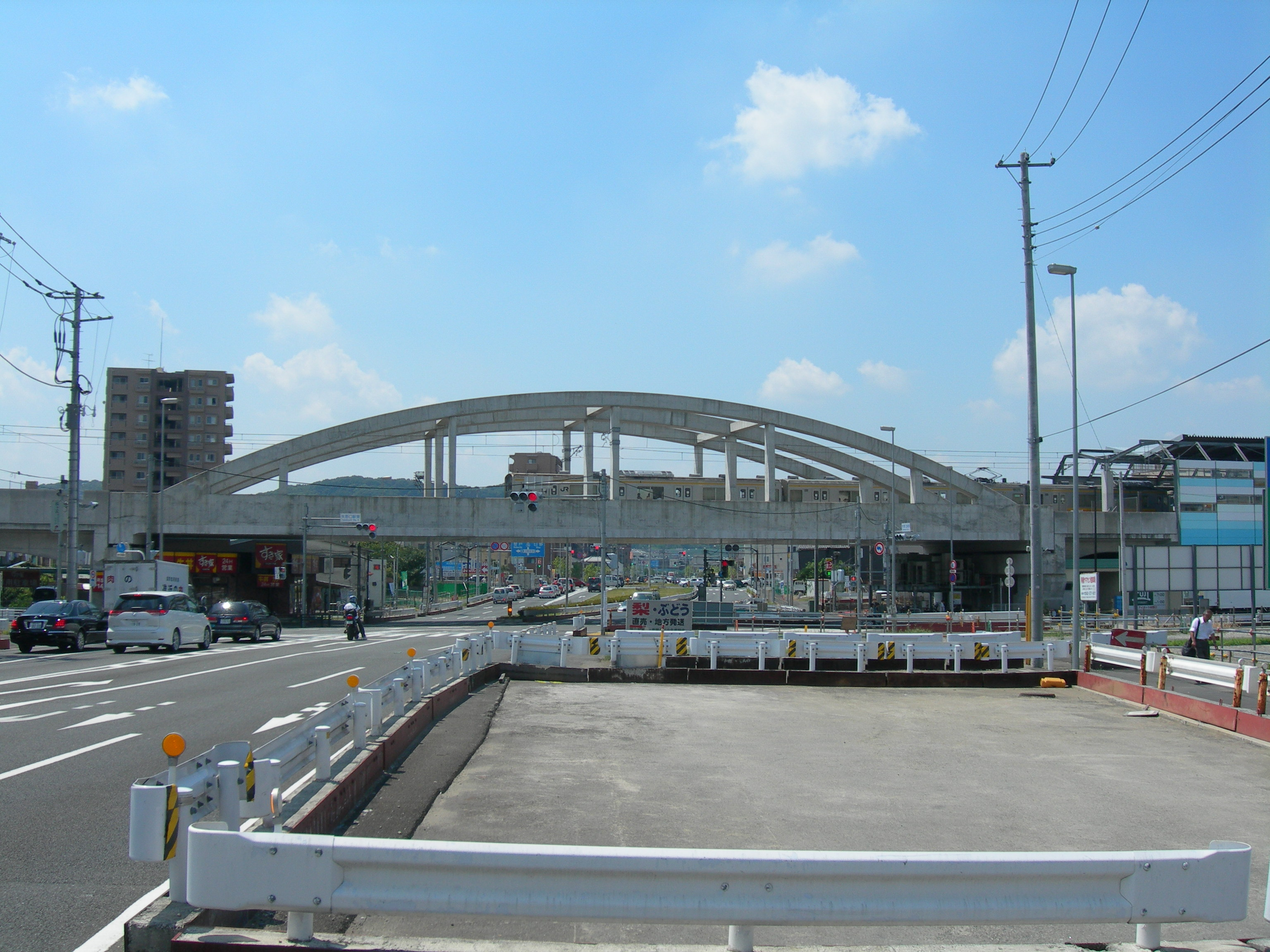
矢野口駅付近で鶴川街道と立体交差する高架橋（2008年08月16日）

#### 府中本町駅 - 立川駅間
府中本町駅 - 立川駅間は中央本線・青梅線と武蔵野線を結ぶ短絡線の役割もあり、終日旅客列車の合間を縫って貨物列車も多数運転されている。
府中本町駅を発車すると東京都道18号府中町田線（鎌倉街道）を潜り、武蔵野線と分かれ左に大きくカーブし西を向く。右手から上り線が地上に出て合流すると下河原線の廃線跡である緑道を潜り右手は林となる。分倍河原駅は多摩川の氾濫原と武蔵野台地の境の崖下にあり、京王線と接続するため乗り換え客が多いほか、駅周辺には東芝府中事業所があり、2番線ホームには朝だけ使用される臨時改札口が設置されている。分倍河原駅を発車すると京王線を潜り切り通しとなり、勾配を上り右にカーブし北西を向く。切り通しを抜けたところで東京都道18号府中町田線のバイパスを跨ぐと右手には空き地が続く。2009年3月14日にこの地点に西府駅が開業した。NEC府中事業場が近くに位置し、駅周辺では区画整理事業・道路新設工事が進められている。
間もなく右にカーブし北を向き国道20号（甲州街道）を潜ると、国立市に入る。左にカーブし再び北西を向き谷保駅に到着。駅北側からは東京都道146号国立停車場谷保線（大学通り）が延び一橋大学・桐朋中学校・高等学校など教育施設が多く立ち並び、2.0km程北進したところに中央線国立駅がある。駅南側には東日本最古の天満宮である谷保天満宮がある。谷保駅を発車し、間もなく右手に国立市役所が現れる。左にカーブし西を向きながら勾配を下り、0.5km程走ると矢川駅。右に大きくカーブし北を向き立川市に入る。切り通しを抜け右にカーブすると西国立駅。駅東側にはかつて立川機関区が所在したが、現在は再開発が完了し住宅街となっている。西国立駅を発車すると東京都道145号立川国分寺線と交差し左にカーブし西を向く。右手から中央線が合流し東京都道・埼玉県道16号立川所沢線（立川通り）を跨ぎ、終点の立川駅に到着。立川駅は中央本線・青梅線・多摩都市モノレール線が接続する交通の要衝であり、駅周辺は多摩地域一の繁華街である。また、駅北側・南側共に官公庁の施設や大規模商業施設が立ち並んでいる。

### 浜川崎支線
商業地や住宅街の中にある尻手駅を出ると、すぐに国道1号（第二京浜）を越え、本線と分かれて単線で高架上をしばらく直進し、間もなく京浜東北線・東海道線を直角に越える。右手から来る鶴見駅からの東海道貨物線の複線が近づき並行すると、京急本線との接続駅である八丁畷駅に着く。南武線の八丁畷駅は1面1線のみのホームで、南武線のホームが京急の跨線橋の一部になっている。
八丁畷駅を出ると国道15号（第一京浜）の上を通過する。カーブに差し掛かり、緩やかな勾配を下ると、川崎新町駅に到着する。同駅構内で南武線の線路と東海道貨物線の線路が合流しており、浜川崎駅方面上りホームは東海道貨物線北側の浜川崎支線上にあるが、尻手駅方面の下りホームは東海道貨物線下り線と共用する線路上にある。このため下り列車は川崎新町駅から尻手駅に向かう区間で、また上り列車は小田栄駅から浜川崎駅に向かう区間で、それぞれ東海道貨物線と平面交差することになる。
川崎新町駅を出発すると上り線も東海道貨物線と線路を共用する。ほぼ直進し、踏切を挟んで上下ホームの離れた小田栄駅に到着する。出発して左に少し曲がり首都高速横羽線・産業道路の陸橋をくぐり、東海道貨物線の南側に存在する終点の浜川崎駅に到着する。南武線の駅舎から道路を挟んだ南側に鶴見線の旅客駅があり、乗り換える利用客は一度改札を出る必要がある。また旅客駅の南側に貨物駅があり、南武線・鶴見線の双方から入線可能となっている。

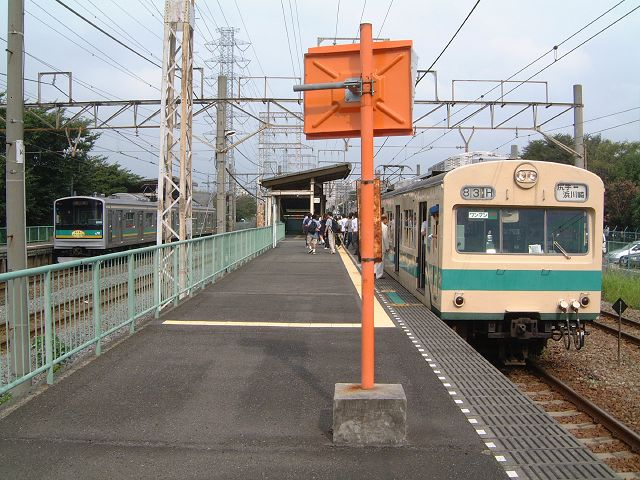
浜川崎支線川崎新町駅（2002年9月13日）

### 尻手短絡線
貨物専用の尻手短絡線は尻手駅を出ると、立川駅方面への本線の左側に300mほど並行した後、本線と分かれて単線となって住宅街の中を北西に進む。踏切を6つ通過すると、品鶴貨物線と並行する横須賀線の高架をくぐり、高架下にある最後の踏切を通過して武蔵野線に合流し、新鶴見信号場に至る。なお新鶴見信号場 - 鶴見駅間は品鶴線および武蔵野線との重複区間となっている。

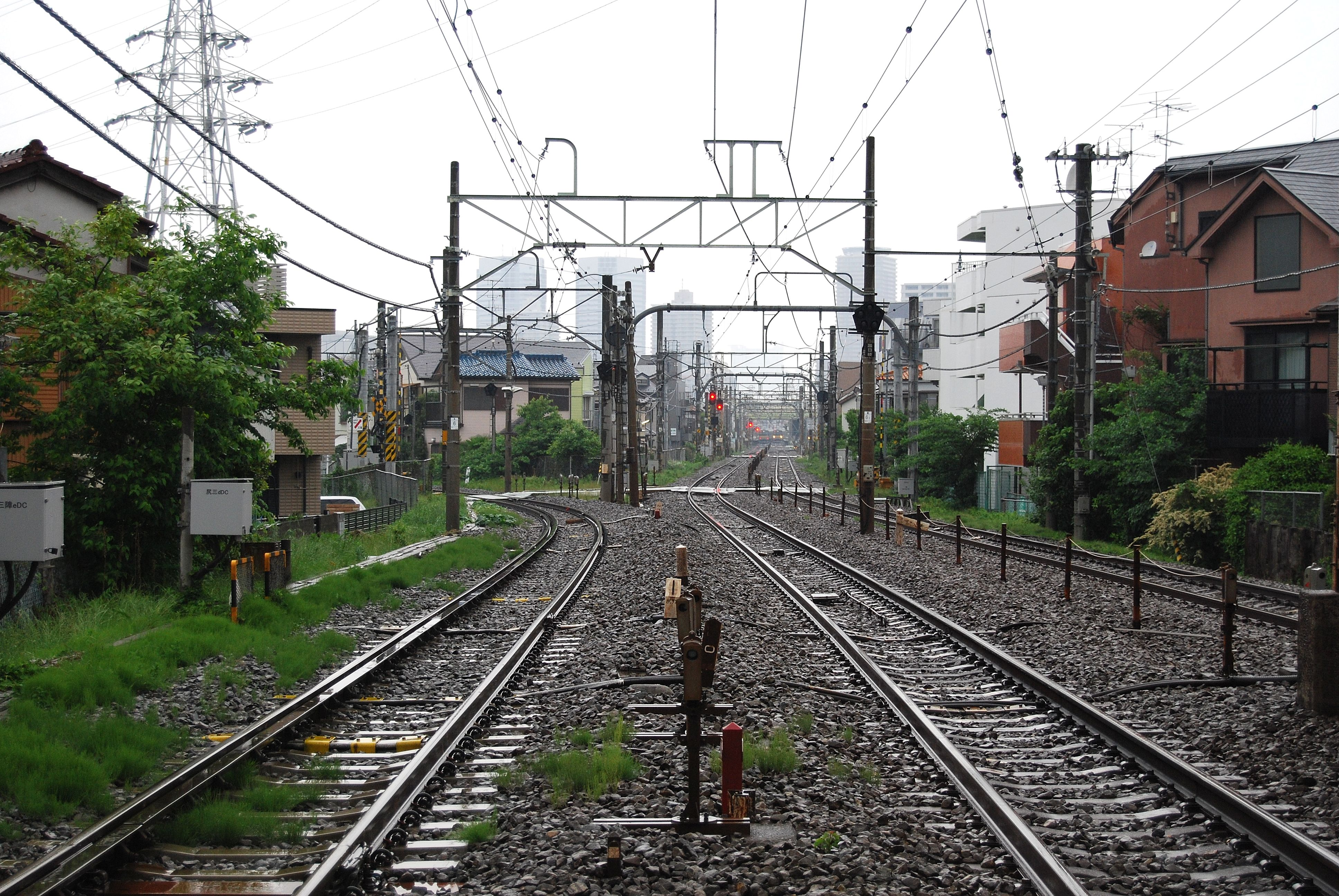
尻手駅構内にある南武線と尻手短絡線との分岐点
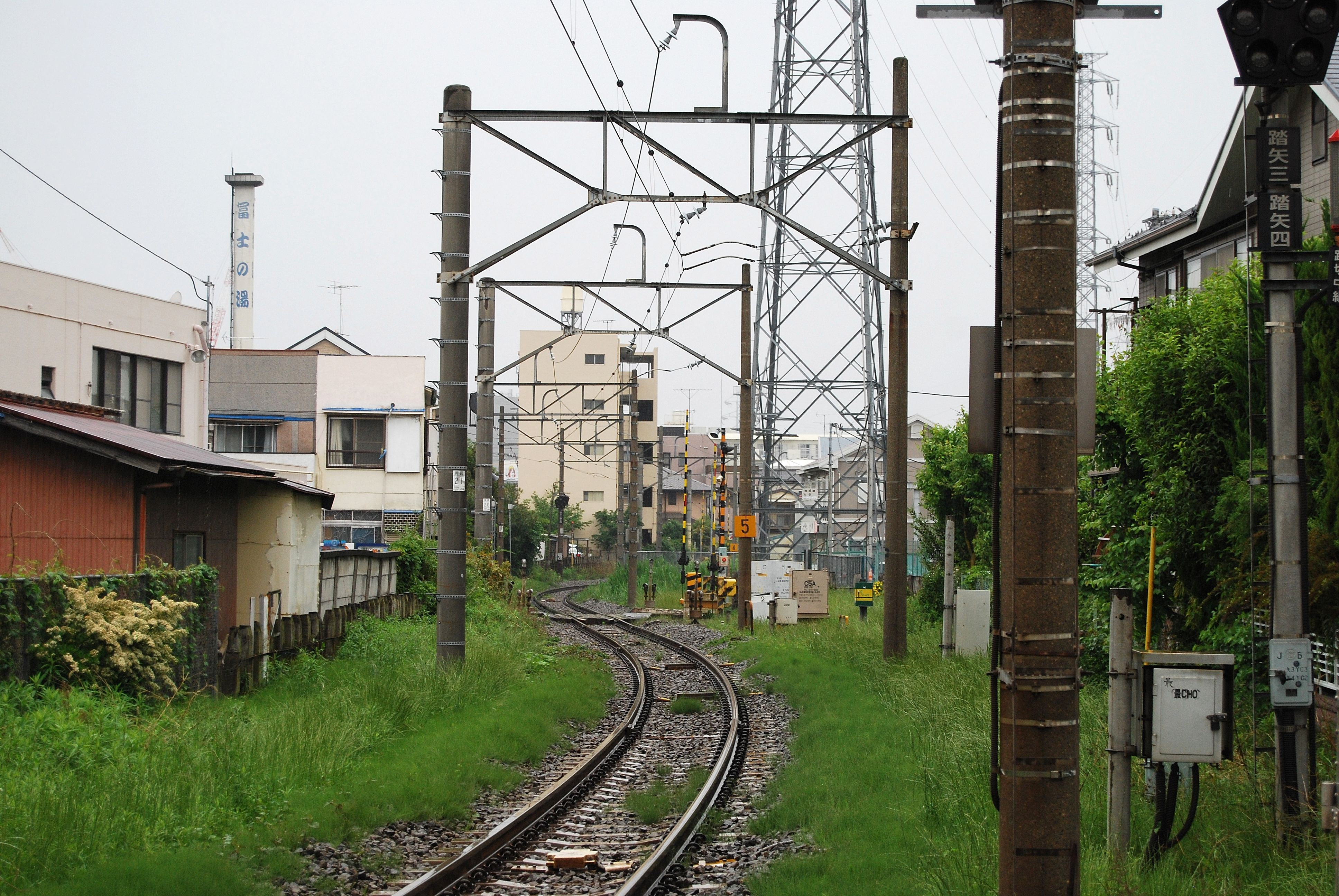
南武線と品鶴線の新鶴見信号所を結ぶ尻手短絡線

## 今後の計画

### 連続立体交差事業

#### 東京都
稲田堤駅 - 府中本町駅間は、2015年度に事業を完了している。谷保駅 - 立川駅間が事業準備区間に位置付けられている。
2023年12月4日に開催した東京都の令和5年度第5回事業評価委員会の資料によると、構造形式は、高架方式を採用する。2026年度に都市計画を決定し、2028年度に事業認可を取得する予定である。事業期間は、事業に着手してから13年を予定している。

#### 神奈川県
矢向駅 - 武蔵小杉駅間の約4.5 kmについて川崎市は、連続立体交差事業（鉄道高架橋新設工事）に向けて着手すると発表している。2019年7月2日行われた川崎市議会の第3回定例会によると事業期間は、都市計画決定予定年度である2020年度からおおむね20年程度とされている。都市計画事業の認可取得予定年度は、2021年度としていた。しかし、新型コロナウイルス感染症の影響等により、川崎市の財政状況が厳しくなり、計画を見直す必要があることから2020年度の都市計画決定を見送ることになった。
2025年1月17日に神奈川県から都市計画事業の認可を取得した。認可取得後は、2033年度に下り線、2038年度に上り線を高架に切り替える予定である。2022年3月17日と18日に川崎市が開催した一般向け説明会の配布資料では、2023年度末に都市計画決定を実施し、2024年度以降に認可を取得する予定だった。

### その他の計画
- 鹿島田駅 - 新川崎駅付近での交通結節点機能を強化する計画がある[117]。
- 川崎駅から支線の八丁畷駅付近まで新線を建設し、川崎駅と浜川崎駅方面を直結して「川崎アプローチ線」として整備する構想が2000年1月に国土交通省が作成した「東京圏における高速鉄道を中心とする交通網の整備に関する基本計画」において、「今後整備について検討すべき路線」（目標年次は2015年）として示された[118][119]。2003年には日本経済新聞でより具体的な内容が報じられ、支線の尻手駅 - 八丁畷駅間は廃止した上で2010年に完成予定とされていた[120]。JR東日本は2007年時点では実現は困難であるとし[66]、2014年の時点では「実現は困難」としながらも「関係自治体と連携して検討を進めたい」としている[121]。地元である川崎市総合企画局臨海部国際戦略室の担当者は2012年の時点で、実現の可否も含めた検討が始まっているが具体的な内容はまだなく、実現するとしてもかなり先（最低でも10年以上）であると取材に対して答えている[122]。実質的には廃止された東海道本線浜川崎貨物支線の復活である。

## データ

### 路線データ
- 管轄・路線距離（営業キロ）：全長45.0km
  - 東日本旅客鉄道（第一種鉄道事業者）：39.6km
    - 川崎駅 - 立川駅間：35.5km
    - 尻手駅 - 浜川崎駅間（浜川崎支線）：4.1km
    - 尻手駅 - 新鶴見信号場 - 鶴見駅間（尻手短絡線）：5.4km（旅客営業なし）

  - 日本貨物鉄道（第二種鉄道事業者）：39.4km
    - 尻手駅 - 立川駅間：33.8km
    - 尻手駅 - 浜川崎駅間（浜川崎支線）：4.1km
    - 尻手駅 - 新鶴見信号場間（尻手短絡線）：1.5km
- 軌間：1,067mm
- 駅数：30
  - 本線：26（起終点駅含む）
  - 支線：4（尻手駅・鶴見駅を除く）
    - 南武線所属駅に限定する場合、東海道本線所属の川崎駅、中央本線所属の立川駅、東海道本線貨物支線所属の浜川崎駅[123]が除外され、27駅（本線：24駅、支線：3駅）となる。尚、武蔵小杉駅は南武線所属駅として扱われる。
- 複線区間
  - 川崎駅 - 立川駅間
  - 八丁畷駅 - 浜川崎駅間（浜川崎支線）
    - 八丁畷駅 - 川崎新町駅間は東海道貨物線用の複線と南武線用の単線との三線区間。
- 電化区間：全線（直流1,500V）
- 閉塞方式：自動閉塞式
- 保安装置：ATS-P
- 最高速度
  - 川崎駅 - 立川駅間：95km/h
  - 尻手駅 - 川崎新町駅間（浜川崎支線）：85km/h
  - 川崎新町駅 - 浜川崎駅間（浜川崎支線）：95km/h
  - 尻手駅 - 新鶴見信号場間（尻手短絡線）：85km/h
- 運転指令所：東京総合指令室
  - 運転取扱駅（駅が信号を制御）
    - 尻手駅 - 川崎新町駅間（浜川崎支線）：尻手駅
    - 尻手駅 - 新鶴見信号場間（尻手短絡線）：尻手駅・新鶴見信号場

  - 準運転取扱駅（異常時、入換時は駅が信号を制御）
    - 川崎駅 - 立川駅間：尻手駅・武蔵中原駅・武蔵溝ノ口駅・登戸駅・稲城長沼駅・府中本町駅
- 列車運行管理システム
  - 川崎駅 - 立川駅間：東京圏輸送管理システム (ATOS)
- 車両基地：鎌倉車両センター中原支所（武蔵中原駅）
- 電留線所在駅：矢向駅・武蔵溝ノ口駅・宿河原駅・立川駅
  - かつては矢向駅構内に矢向電車区があり、電車区の機能が武蔵中原に移された後も電留線が残っている。稲城長沼駅にも電留線があったが、高架化により廃止された。
  - 西国立駅構内には立川機関区があったが、1984年7月1日に廃止された。
- 大都市近郊区間（旅客営業規則による）：旅客営業全区間（東京近郊区間）
- 電車特定区間：旅客営業全区間
- IC乗車カード対応区間：旅客営業全区間（Suica首都圏エリア）

川崎駅 - 稲田堤駅間、尻手駅 - 浜川崎駅間（浜川崎支線）、尻手駅 - 鶴見駅間（尻手短絡線）が横浜支社、矢野口駅 - 立川駅間が八王子支社の管轄であり、稲田堤駅 - 矢野口駅間に支社境界がある。

### 混雑率の推移
2023年度の朝ラッシュ時最混雑区間は武蔵中原駅 → 武蔵小杉駅間であり、ピーク時の混雑率は146%である。
東京メガループに指定されている通勤路線でありながら6両編成での運転であり、神奈川県内で当路線より郊外を走る横浜線（8両編成）よりも一列車あたりの編成長が短い。ホームの両端に踏切がある駅があり、これ以上の長編成化には沿線自治体との協議が必要なため、輸送力は運転本数の増加で賄っている状況である。2010年度からラッシュ時は毎時25本の高頻度運転を行っており、山手線よりもラッシュ時の運転本数が多いが、首都圏の路線でも激しく混雑する路線である。
1996年度に243%を記録した混雑率は、ダイヤ改正の度にラッシュ時の運転本数を増発したことにより、2003年度に200%を下回った。その後は2015年度まで混雑率が190%を上回っていたが、広幅車両の導入により2016年度に混雑率が190%を下回った。
| 年度               | 最混雑区間（武蔵中原 → 武蔵小杉間）輸送実績 | 最混雑区間（武蔵中原 → 武蔵小杉間）輸送実績 | 最混雑区間（武蔵中原 → 武蔵小杉間）輸送実績 | 最混雑区間（武蔵中原 → 武蔵小杉間）輸送実績 | 特記事項                                |
| 年度               | 運転本数：本                                | 輸送力：人                                  | 輸送量：人                                  | 混雑率：%                                   | 特記事項                                |
| ------------------ | ------------------------------------------- | ------------------------------------------- | ------------------------------------------- | ------------------------------------------- | --------------------------------------- |
| 1955年（昭和30年） | 15                                          | 4,730                                       | 15,250                                      | 322                                         | 最混雑区間は矢向 → 尻手間               |
| 1960年（昭和35年） | 16                                          | 7,040                                       | 22,090                                      | 314                                         |                                         |
| 1965年（昭和40年） | 19                                          | 13,680                                      | 30,840                                      | 225                                         |                                         |
| 1970年（昭和45年） | 20                                          | 16,240                                      | 31,730                                      | 195                                         |                                         |
| 1975年（昭和50年） | 19                                          | 15,960                                      | 34,700                                      | 217                                         |                                         |
| 1980年（昭和55年） | 20                                          | 16,800                                      | 36,780                                      | 219                                         |                                         |
| 1981年（昭和56年） | 20                                          | 16,800                                      | 37,000                                      | 220                                         |                                         |
| 1982年（昭和57年） | 20                                          | 16,800                                      | 37,000                                      | 220                                         |                                         |
| 1983年（昭和58年） | 20                                          | 16,800                                      | 37,080                                      | 221                                         |                                         |
| 1984年（昭和59年） | 20                                          | 16,800                                      | 37,170                                      | 221                                         |                                         |
| 1985年（昭和60年） | 20                                          | 16,800                                      | 38,250                                      | 228                                         |                                         |
| 1986年（昭和61年） | 20                                          | 16,800                                      | 38,350                                      | 228                                         |                                         |
| 1987年（昭和62年） | 20                                          | 16,800                                      | 38,600                                      | 230                                         |                                         |
| 1988年（昭和63年） | 19                                          | 15,960                                      | 38,990                                      | 244                                         | 最混雑区間を尻手 → 川崎間に変更         |
| 1989年（平成元年） | 20                                          | 16,800                                      | 39,470                                      | 235                                         |                                         |
| 1990年（平成02年） | 20                                          | 16,800                                      | 40,260                                      | 240                                         |                                         |
| 1991年（平成03年） | 20                                          | 16,800                                      | 40,400                                      | 240                                         |                                         |
| 1992年（平成04年） | 20                                          | 16,800                                      | 40,850                                      | 243                                         | 最混雑区間を武蔵中原 → 武蔵小杉間に変更 |
| 1993年（平成05年） | 20                                          | 16,800                                      | 40,900                                      | 243                                         |                                         |
| 1994年（平成06年） | 20                                          | 16,800                                      | 40,880                                      | 243                                         |                                         |
| 1995年（平成07年） | 20                                          | 16,800                                      | 40,850                                      | 243                                         |                                         |
| 1996年（平成08年） | 20                                          | 16,800                                      | 40,800                                      | 243                                         |                                         |
| 1997年（平成09年） | 21                                          | 17,640                                      | 40,650                                      | 230                                         |                                         |
| 1998年（平成10年） | 21                                          | 17,640                                      | 40,150                                      | 228                                         |                                         |
| 1999年（平成11年） | 21                                          | 17,640                                      |                                             | 226                                         |                                         |
| 2000年（平成12年） | 21                                          | 17,640                                      | 39,100                                      | 222                                         |                                         |
| 2002年（平成14年） | 22                                          | 18,480                                      | 39,420                                      | 213                                         |                                         |
| 2003年（平成15年） | 24                                          | 20,160                                      |                                             | 194                                         |                                         |
| 2004年（平成16年） | 24                                          | 20,160                                      |                                             | 192                                         |                                         |
| 2005年（平成17年） | 24                                          | 20,160                                      | 38,250                                      | 190                                         |                                         |
| 2006年（平成18年） | 24                                          | 20,160                                      | 38,700                                      | 192                                         |                                         |
| 2007年（平成19年） | 24                                          | 20,160                                      | 39,000                                      | 193                                         |                                         |
| 2008年（平成20年） | 24                                          | 20,160                                      |                                             | 194                                         |                                         |
| 2009年（平成21年） | 24                                          | 20,160                                      | 39,200                                      | 194                                         | 2010年3月13日、横須賀線武蔵小杉駅が開業 |
| 2010年（平成22年） | 25                                          | 21,000                                      | 40,200                                      | 192                                         |                                         |
| 2011年（平成23年） | 25                                          | 21,000                                      | 40,450                                      | 193                                         |                                         |
| 2012年（平成24年） | 25                                          | 21,000                                      | 40,800                                      | 194                                         |                                         |
| 2013年（平成25年） | 25                                          | 21,000                                      | 40,650                                      | 194                                         |                                         |
| 2014年（平成26年） | 25                                          | 21,000                                      | 40,980                                      | 195                                         |                                         |
| 2015年（平成27年） | 25                                          | 22,008                                      | 41,750                                      | 190                                         | 広幅車両導入年度                        |
| 2016年（平成28年） | 25                                          | 22,200                                      | 41,800                                      | 188                                         |                                         |
| 2017年（平成29年） | 25                                          | 22,200                                      | 41,880                                      | 189                                         |                                         |
| 2018年（平成30年） | 25                                          | 22,200                                      | 40,860                                      | 184                                         |                                         |
| 2019年（令和元年） | 25                                          | 22,200                                      | 40,380                                      | 182                                         |                                         |
| 2020年（令和02年） | 25                                          | 22,200                                      | 26,670                                      | 120                                         |                                         |
| 2021年（令和03年） | 25                                          | 22,200                                      | 24,920                                      | 112                                         |                                         |

### 混雑の原因と課題
南武線の混雑の原因としてまず挙げられるのが、川崎市中原区や幸区といった人口増加率の高い地域を沿線に多く抱えていることに加えて、JR横須賀線や東急東横線・田園都市線、小田急線、京王線など多数の路線と接続していることから、利用者がそもそも多いという点である。特に平日朝ラッシュの時間帯は、最も混雑が激しい武蔵中原駅以南の区間で2-3分間隔の高頻度運転が行われているが、それにも関わらずこれほど高い混雑率となっている理由は、当路線の列車が都市部のJR線では珍しくなった6両編成で運行されていることにある。
これまで編成両数を増やせなかった理由として、JR東日本横浜支社は「編成を延ばすにはホームの設備などをすべて取り替える必要があるほか、踏切の鳴動時間なども変わってくるため大規模な改修が必要になる。車両基地など電車を停める場所も拡張が必要になる」と説明している。特に「ホームの直近に踏切がある駅」は、そのままではホームを延伸できず、JR東日本は「踏切道の移設は自治体などの協力をいただかなければできない」としている。加えて住宅密集地を走る路線であるため、駅周辺に民家などが建て込んでいる場所も多く、ホームの延伸が容易にできないのが現状である。
近年では車体幅が従来車より15cm広い新型車両・E233系が導入されたことで混雑は若干緩和されているものの、抜本的な改善には至っておらず、当路線のバイパス路線として期待されていた川崎縦貫高速鉄道の計画が廃止となった後は、南武線の輸送力増強はより重要度を増している。

### 平均通過人員
各年度の平均通過人員（人/日）は以下のとおりである。
| 年度                   | 平均通過人員（人/日）                 | 平均通過人員（人/日） | 平均通過人員（人/日） | 出典    |
| 年度                   | 川崎 - 立川 尻手 - 浜川崎 尻手 - 鶴見 | 川崎 - 立川           | 尻手 - 浜川崎         | 出典    |
| ---------------------- | ------------------------------------- | --------------------- | --------------------- | ------- |
| 2011年度（平成23年度） | 147,711                               | 186,489               | 6,494                 | [ 128 ] |
| 2012年度（平成24年度） | 150,583                               | 190,106               | 6,699                 | [ 128 ] |
| 2013年度（平成25年度） | 155,678                               | 196,586               | 6,510                 | [ 128 ] |
| 2014年度（平成26年度） | 156,754                               | 197,959               | 6,437                 | [ 128 ] |
| 2015年度（平成27年度） | 159,992                               | 202,040               | 6,638                 | [ 128 ] |
| 2016年度（平成28年度） | 161,660                               | 204,603               | 7,429                 | [ 129 ] |
| 2017年度（平成29年度） | 162,605                               | 205,221               | 7,777                 | [ 129 ] |
| 2018年度（平成30年度） | 163,148                               | 205,876               | 8,057                 | [ 129 ] |
| 2019年度（令和元年度） | 162,454                               | 204,955               | 8,421                 | [ 129 ] |
| 2020年度（令和02年度） | 117,956                               | 148,630               | 7,730                 | [ 129 ] |
| 2021年度（令和03年度） | 122,840                               | 154,787               | 8,014                 | [ 130 ] |
| 2022年度（令和04年度） | 132,601                               | 167,140               | 8,192                 | [ 130 ] |
| 2023年度（令和05年度） | 140,419                               | 176,979               | 8,808                 | [ 131 ] |

## 駅一覧
南武線における設置駅と快速停車の有無・接続路線・所在地などを以下に一覧表で示す。
- 浜：特定都区市内制度における「横浜市内」エリアの駅
- 接続路線 ： 東日本旅客鉄道および東急電鉄の路線名は、運転系統上の名称または通称（正式路線名とは異なる）。また、駅名が異なる場合は⇒印で駅名を記す。*印は貨物線（定期旅客営業なし）

### 本線
- 停車駅
  - 快速：●印の駅は停車、｜印の駅は通過
  - 各駅停車：下表の全駅に停車
- 線路は全線複線

| 駅番号 | 駅名         | 営業キロ | 営業キロ | 快速 | 接続路線 | 所在地   | 所在地        | 所在地        |
| 駅番号 | 駅名         | 駅間     | 累計     | 快速 | 接続路線 | 所在地   | 所在地        | 所在地        |
| ------ | ------------ | -------- | -------- | ---- | --- | -------- | ------------- | ------------- |
| JN 01  | 川崎駅 浜    | -        | 0.0      | ●    | 東日本旅客鉄道： 東海道線（上野東京ライン） (JT 04)・ 京浜東北線 (JK 16) 京浜急行電鉄： 本線・大師線 ⇒京急川崎駅 (KK20) | 神奈川県 | 川崎市        | 川崎区        |
| JN 02  | 尻手駅 浜    | 1.7      | 1.7      | ｜   | 東日本旅客鉄道： 南武線支線（浜川崎支線・*尻手短絡線）                                                                  | 神奈川県 | 川崎市        | 幸区          |
| JN 03  | 矢向駅 浜    | 0.9      | 2.6      | ｜   | | 神奈川県 | 横浜市 鶴見区 | 横浜市 鶴見区 |
| JN 04  | 鹿島田駅     | 1.5      | 4.1      | ●    | | 神奈川県 | 川崎市        | 幸区          |
| JN 05  | 平間駅       | 1.2      | 5.3      | ｜   | | 神奈川県 | 川崎市        | 中原区        |
| JN 06  | 向河原駅     | 1.3      | 6.6      | ｜   | | 神奈川県 | 川崎市        | 中原区        |
| JN 07  | 武蔵小杉駅   | 0.9      | 7.5      | ●    | 東日本旅客鉄道： 横須賀線 (JO 15)・ 湘南新宿ライン・ 相鉄線直通列車 (JS 15) 東急電鉄： 東横線 (TY11)・ 目黒線 (MG11)    | 神奈川県 | 川崎市        | 中原区        |
| JN 08  | 武蔵中原駅   | 1.7      | 9.2      | ●    | | 神奈川県 | 川崎市        | 中原区        |
| JN 09  | 武蔵新城駅   | 1.3      | 10.5     | ●    | | 神奈川県 | 川崎市        | 中原区        |
| JN 10  | 武蔵溝ノ口駅 | 2.2      | 12.7     | ●    | 東急電鉄： 田園都市線 (DT10)・ 大井町線 (OM16) ⇒溝の口駅                                                                | 神奈川県 | 川崎市        | 高津区        |
| JN 11  | 津田山駅     | 1.2      | 13.9     | ｜   | | 神奈川県 | 川崎市        | 高津区        |
| JN 12  | 久地駅       | 1.0      | 14.9     | ｜   | | 神奈川県 | 川崎市        | 高津区        |
| JN 13  | 宿河原駅     | 1.3      | 16.2     | ｜   | | 神奈川県 | 川崎市        | 多摩区        |
| JN 14  | 登戸駅       | 1.1      | 17.3     | ●    | 小田急電鉄： 小田原線 (OH18)                                                                                            | 神奈川県 | 川崎市        | 多摩区        |
| JN 15  | 中野島駅     | 2.2      | 19.5     | ｜   | | 神奈川県 | 川崎市        | 多摩区        |
| JN 16  | 稲田堤駅     | 1.3      | 20.8     | ●    | 京王電鉄： 相模原線 (KO36) ⇒京王稲田堤駅                                                                                | 神奈川県 | 川崎市        | 多摩区        |
| JN 17  | 矢野口駅     | 1.6      | 22.4     | ｜   | | 東京都   | 稲城市        | 稲城市        |
| JN 18  | 稲城長沼駅   | 1.7      | 24.1     | ●    | | 東京都   | 稲城市        | 稲城市        |
| JN 19  | 南多摩駅     | 1.4      | 25.5     | ｜   | | 東京都   | 稲城市        | 稲城市        |
| JN 20  | 府中本町駅   | 2.4      | 27.9     | ●    | 東日本旅客鉄道： 武蔵野線 (JM 35)                                                                                       | 東京都   | 府中市        | 府中市        |
| JN 21  | 分倍河原駅   | 0.9      | 28.8     | ●    | 京王電鉄： 京王線 (KO25)                                                                                                | 東京都   | 府中市        | 府中市        |
| JN 22  | 西府駅       | 1.2      | 30.0     | ｜   | | 東京都   | 府中市        | 府中市        |
| JN 23  | 谷保駅       | 1.6      | 31.6     | ｜   | | 東京都   | 国立市        | 国立市        |
| JN 24  | 矢川駅       | 1.4      | 33.0     | ｜   | | 東京都   | 国立市        | 国立市        |
| JN 25  | 西国立駅     | 1.3      | 34.3     | ｜   | | 東京都   | 立川市        | 立川市        |
| JN 26  | 立川駅       | 1.2      | 35.5     | ●    | 東日本旅客鉄道： 中央線・ 青梅線 (JC 19) 多摩都市モノレール： 多摩都市モノレール線 ⇒立川北駅・立川南駅 (TT12・TT11)     | 東京都   | 立川市        | 立川市        |

2022年度の時点で、上記全駅がJR東日本自社による乗車人員集計の対象となっている。

### 浜川崎支線
- 南武線用線路は尻手駅 - 川崎新町駅間・小田栄駅 - 浜川崎駅間単線。旅客列車は川崎新町駅・小田栄駅で列車交換可能
- 全駅神奈川県川崎市内に所在。

| 駅番号 | 駅名          | 営業キロ | 営業キロ | 接続路線・備考                                                         | 所在地 |
| 駅番号 | 駅名          | 駅間     | 累計     | 接続路線・備考                                                         | 所在地 |
| ------ | ------------- | -------- | -------- | ---------------------------------------------------------------------- | ------ |
| JN 02  | 尻手駅 浜     | -        | 0.0      | 東日本旅客鉄道： 南武線（本線・*尻手短絡線）                           | 幸区   |
| JN 51  | 八丁畷駅 浜   | 1.1      | 1.1      | 東日本旅客鉄道：*東海道貨物線〈鶴見駅方面〉 京浜急行電鉄： 本線 (KK27) | 川崎区 |
| JN 52  | 川崎新町駅 浜 | 0.9      | 2.0      |                                                                        | 川崎区 |
| JN 53  | 小田栄駅 浜   | 0.7      | 2.7      |                                                                        | 川崎区 |
| JN 54  | 浜川崎駅 浜   | 1.4      | 4.1      | 東日本旅客鉄道： 鶴見線 (JI 08)・*東海道貨物線〈川崎貨物駅方面〉       | 川崎区 |

東海道本線貨物支線（川崎駅 - 浜川崎駅間）の西側に貼り付けるように敷設された路線であり、当初八丁畷駅 - 浜川崎駅間は単線並列だった。戦時買収後に貨物輸送強化のために整備が行われている。
1973年から1976年にかけて東海道貨物線（汐留駅 - 東京貨物ターミナル駅 - 塩浜操駅〈現・川崎貨物駅〉 - 浜川崎駅 - 鶴見駅間）の整備のため線路の共用化や川崎新町駅の拡張が行われている。
2022年度の時点で、JR東日本自社による乗車人員集計の除外対象となる駅（完全な無人駅）は、川崎新町駅・小田栄駅・浜川崎駅である。

### 尻手短絡線
- 貨物専用
- 全駅神奈川県内に所在。

| 駅名         | 営業キロ | 営業キロ | 接続路線                                           | 所在地       |
| 駅名         | 駅間     | 累計     | 接続路線                                           | 所在地       |
| ------------ | -------- | -------- | -------------------------------------------------- | ------------ |
| 尻手駅       | -        | 0.0      | 東日本旅客鉄道：南武線（本線・浜川崎支線）         | 川崎市幸区   |
| 新鶴見信号場 | 1.5      | 1.5      | 東日本旅客鉄道：品鶴線・*武蔵野線                  | 川崎市幸区   |
| 鶴見駅       | 3.9      | 5.4      | 東日本旅客鉄道：東海道本線・*高島線・*東海道貨物線 | 横浜市鶴見区 |

実体は尻手駅 - 新鶴見操車場のみ。戦時買収直後に整備が始まり、1951年には敷設されていたが東海道本線貨物支線（川崎駅 - 浜川崎駅）の代替として1973年に正式開業。

### 廃止区間
( )内の数字は起点からの営業キロ
貨物支線（1940年営業廃止）
立川駅 (0.0) - 武蔵上ノ原駅 (0.9)
下記の武蔵上ノ原駅-西立川駅と一体で開通した路線で、五日市鉄道との重複区間。
五日市鉄道線→五日市線→青梅（短絡）線として現存
貨物支線（1944年営業廃止）
武蔵上ノ原駅 (0.0) - 西立川駅 (1.2)
青梅線編入後に営業廃止。青梅（短絡）線として現存
貨物支線（1972年廃止）
矢向駅 (0.0) - 川崎河岸駅 (1.7)
貨物支線（1973年10月1日廃止）
向河原駅 (0.0) - 新鶴見操車場 (0.8) - 鶴見駅 (4.7)
向河原駅 (0.0) - 新鶴見操車場 (0.8) - 品川駅 (14.7)
実体は向河原駅 - 旧市ノ坪駅（新鶴見操車場に統合）のみ。尻手短絡線の正式開業に合わせて廃止。
貨物支線（1987年営業キロ設定廃止）
尻手駅 (0.0) - 新鶴見信号場 (1.5) - 品川駅 (15.4)

### 廃駅・廃止信号場
（貨）は貨物駅を表す。
- 本線（括弧内の数字は川崎駅起点の営業キロ）
  - 武蔵中丸子駅：平間駅 - 向河原駅間 (5.9)
  - 武蔵小杉停留場：武蔵小杉駅 - 武蔵中原駅間（7.9、府中街道交差地点付近）
  - 丸子競馬場仮乗降場：武蔵小杉駅 - 武蔵中原駅間
  - 久地信号所：津田山駅 - 久地駅間 (14.1)
    - 久地信号所内に久地駅が開業し、のちに廃止された。

  - 宿河原不動停留場：久地駅 - 宿河原駅間 （15.5、不動第一踏切の川崎寄り）
  - 多摩聖蹟口停留場：稲城長沼駅 - 南多摩駅間（25.2、府中街道踏切の川崎寄り）
  - （貨）南多摩川駅：南多摩駅 - 府中本町駅間 (25.9)
    - 1939年に南多摩川駅が多摩聖蹟口停留場を併合し移転、現在の南多摩駅となっている。

  - 南武是政停留場：南多摩駅 - 府中本町駅間（26.8、南武線下り線が武蔵野線をアンダークロスする地点）
    - 1932年以前は是政多摩川と称しており[37]、同停留場について「是政多摩川」の名で記した地図も存在する。

  - （貨）南多摩川仮停車場：南多摩駅 - 府中本町駅間（不明）
    - 1932年に南武是政停留場に統合され廃止された。

  - 本宿停留場：分倍河原駅 - 谷保駅間（29.8、旧五小踏切の川崎寄り）
    - 本宿停留場廃止後、五小踏切の立川寄りに西府駅が2009年3月14日に開設され、同踏切は廃止されている。

  - 西府停留場：分倍河原駅 - 谷保駅間（30.7、甲州街道交差地点の立川寄り）
  - 東立川停留場：西国立駅 - 立川駅間（34.8、羽衣踏切の立川寄り）
- 支線
  - 新浜川崎駅：川崎新町駅 - 浜川崎駅間（尻手駅起点3.6km）
  - 市ノ坪駅：新鶴見操車場隣接（向河原駅起点0.7km）

川崎河岸駅には、多摩川の堤防の外側の艀へ砂利を積むための設備まで線路が延びており、水上運輸との連絡を図っていた。廃線後は一部が遊歩道となり、川崎河岸駅跡は公園となっている。開業当初は川崎駅の北側に工場があり、同駅から多摩川岸へ路線を延長して貨物駅を設けることができなかったため、旅客は同駅での連絡、貨物は矢向から分岐させて川崎河岸駅での連絡と分けることとなったものである。
登戸駅（厳密には宿河原駅との間）には小田急電鉄による小田原線との連絡線が向ヶ丘遊園駅方面に向けて1936年1月認可で設置され、戦前は府中の競馬輸送や江ノ島の海水浴輸送での電車の貸し借りに使用したり、多摩川の砂利の東京方面への輸送や相模川の砂利の京浜工業地帯への輸送に使用したりしたほか、戦後も戦災で不足した車両を貸し借りするなど、戦後しばらくまで残ったが、正式には1967年3月に廃止された。